# Locomotive FS E.321 ed E.322
Le locomotive E.321 e i rimorchi motori E.322 sono stati due gruppi di locomotive elettriche a corrente continua a 3000 V delle Ferrovie dello Stato utilizzati per il servizio di manovra nei grandi scali ferroviari e nelle manovre d'imbarco e sbarco dalle navi traghetto.
A differenza delle E.321, le E.322 erano prive della cabina di guida e del pantografo e venivano utilizzate in doppia trazione a comando multiplo con le prime per raddoppiarne le prestazioni.
La complessità della regolazione del funzionamento tipica del motore a corrente continua ad alta tensione utilizzato nella trazione elettrica ferroviaria comportò per esse lo studio di alcune originali soluzioni progettuali e costruttive che le resero uniche nel panorama trazionistico italiano e mondiale nell'epoca precedente l'avvento dell'elettronica di potenza.
Furono anche oggetto di uno studio per la loro automazione, non concretatosi, che fu sviluppato insieme da studiosi italiani e cecoslovacchi e che avrebbe potuto condurre a soluzioni anticipatrici di diverse innovazioni nel comando e controllo delle locomotive elettriche.
I loro buoni risultati d'esercizio indussero le FS a ordinare altre macchine basate sulla stessa parte elettrica ma con una parte meccanica progettata ex novo: le E.323 ed E.324.

## Storia

### Progetto

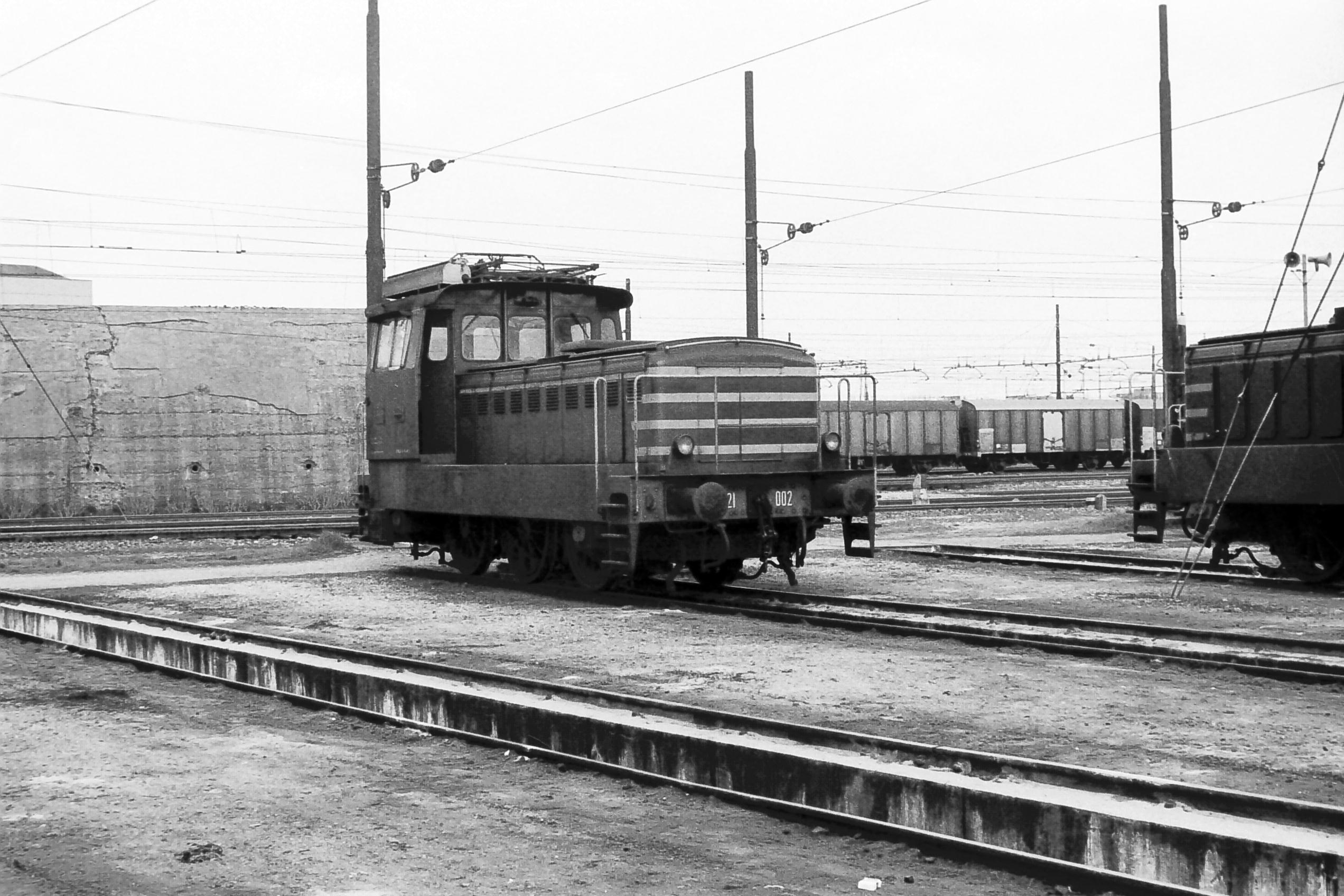
Locomotiva elettrica da manovra FS E.321.002 sulla rotonda del deposito locomotive di Milano Smistamento il 23 marzo 1975. Sull'avancorpo si possono notare le finestrature a persiana di estensione ridotta, presenti solo sui prototipi E.321.001 e 002.

All'inizio degli anni cinquanta, terminata la ricostruzione postbellica, il Servizio Materiale e Trazione delle FS, anche in considerazione dell'aumento del traffico merci per ferrovia in corso in quegli anni, intraprese gli studi necessari per sostituire nel servizio di manovra, entro il 1965, le locomotive a vapore con locomotive Diesel o locomotive elettriche. Fino ad allora tali servizi erano stati assicurati dalle locomotive-tender dei gruppi 835, 851, 895 e 896, da automotori Diesel di modesta potenza e dalle poche locomotive Diesel dei gruppi 236, Ne 120 e Ne 700.

Mentre erano in corso, con la collaborazione delle ditte costruttrici, le sperimentazioni di diversi prototipi di locomotive Diesel da manovra, venne ripresa in esame la possibilità di costruire anche macchine da manovra da impegnare negli ormai numerosi scali e impianti elettrificati.
Considerata l'esperienza poco soddisfacente avuta con le E.621 si decise di abbandonare l'azionamento con metadinamo, sostituendolo con un sistema di concezione molto più semplice e affidabile.
Il progetto, completato nel 1957, fu sviluppato tenendo presente l'esperienza delle locomotive elettriche da manovra Ee 3/3 16381-16396 e 16396-16414 delle Ferrovie Federali Svizzere (FFS). Nella sua elaborazione fu anche perseguito l'obiettivo di rendere la parte meccanica interscambiabile con quella delle previste locomotive Diesel da manovra del gruppo 234, ipotizzando la possibilità, rimasta poi senza seguito, di realizzare una parziale unificazione dei tipi costruttivi delle locomotive da manovra elettriche e Diesel con la semplice sostituzione del motore primario.
Alla fine, per ridurre al minimo le spese furono costruite con la stessa parte meccanica delle locomotive Diesel da manovra del gruppo 234, recuperando i telai, i rodiggi e le bielle di locomotive a vapore 830 e 835 ritirate dal servizio.
I due maggiori problemi delle locomotive elettriche da manovra (la necessità di marciare per lunghi periodi a velocità ridotte con conseguente prolungata inserzione del reostato e notevoli perdite di energia e riscaldamento, e la regolazione graduale della velocità), di difficile soluzione con le tecnologie degli anni cinquanta, suggerirono ai progettisti d'interpellare le industrie costruttrici affinché proponessero vari tipi di azionamenti. Vennero così valutate tanto la possibilità di utilizzare uno schema analogo a quello delle locomotive Diesel-elettriche (in cui il motore primario fosse sostituito da un motore elettrico) quanto d'impiegare dei trasformatori di coppia idrostatici o idrodinamici analoghi a quelli già in uso sulle locomotive Diesel.
Alla fine fu scelta una trasmissione di tipo elettrico, comprendente il motore primario (della potenza assorbita di 260 kW) alimentato direttamente dalla linea aerea, azionante un generatore che, a sua volta, alimenta a bassa tensione il motore di trazione e anche aziona meccanicamente la dinamo eccitatrice del generatore. Lo schema elettrico finale è basato su quello dell'azionamento Ward Leonard usato sulle macchine utensili, opportunamente adattato per metterlo in grado di regolare la tensione in funzione della corrente assorbita e quindi delle condizioni di manovra della macchina.
Il motore di trazione scelto fu il tipo GLM 2405 derivato dal GDTM 2404 delle locomotive Diesel D.341.1001-1016, 2001-2002, 4001 e 5001.
Per economizzare sulla costruzione si decise di riutilizzare la parte meccanica (carro, rodiggio e bielle) proveniente da locomotive a vapore dei gruppi 830 e 835 in corso di demolizione (per la costruzione della locomotiva E.321.001 fu usata quella dell'835.318).
Il progetto d'insieme fu sviluppato dall'Ufficio Studi Locomotive elettriche del Servizio Materiale e Trazione delle FS nel 1956-1957, che ne incaricò il direttore delle Officine Grandi Riparazioni di Verona Porta Vescovo ingegner Tomaso Zattoni e il suo collaboratore ingegner Giuseppe Maffei. L'articolo che lo descrive fu firmato da entrambi e il secondo dichiara essersi trattato dell'ultimo progetto seguito dallo Zattoni prima della sua scomparsa. Per la parte elettrica si scelse la proposta del Tecnomasio Italiano Brown Boveri (TIBB), al quale fu commessa la relativa fornitura, che per i primi 12 equipaggiamenti costò 220 milioni di lire

### Costruzione

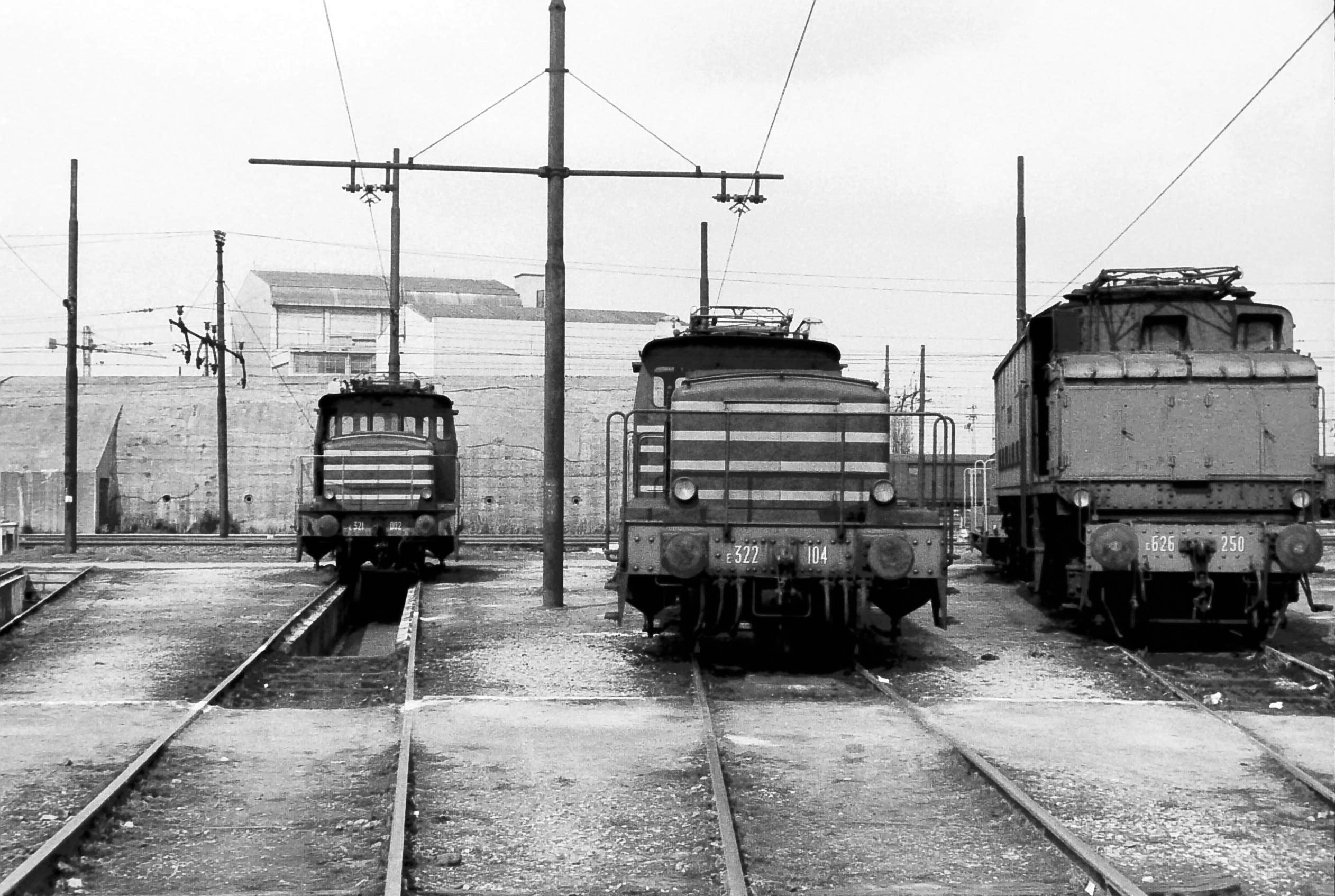
Locomotive elettriche da manovra FS E.321.002 e E.321.104+E.322.104 sulla rotonda del deposito locomotive di Milano Smistamento il 23 marzo 1975

I decreti di ordinazione furono emanati nel 1958 (per le E.321.001-012) e nel 1959 (per le E.321.013-020, E.321.101-120 ed E.322.101-120). Le componenti elettriche furono eseguite dal Tecnomasio Italiano Brown Boveri nel suo stabilimento di Vado Ligure. La costruzione della parte meccanica, il montaggio finale, la messa a punto e i collaudi furono compiuti dall'Officina Grandi Riparazioni FS di Verona, che con questa commessa iniziò il passaggio dalle lavorazioni sulle locomotive a vapore a quelle sulle locomotive elettriche. Le consegne si susseguirono fra il 1960 e il 1964.
Fin dallo studio preliminare si decise di progettare e costruire dei "rimorchi motori", poi denominati E.322, identici alle E.321 ma privi di cabina di guida e da esse telecomandati, onde raddoppiare la potenza disponibile nel caso si dovessero manovrare colonne di veicoli particolarmente pesanti.
La prima unità consegnata, E.321.001, cominciò le corse di prova nel dicembre 1959 presso lo scalo di Verona Porta Vescovo e fu consegnata all'esercizio nel febbraio 1960. I prototipi delle E.321 furono confrontati sia con locomotive elettriche di altre amministrazioni ferroviarie che con locomotive Diesel in servizio o in costruzione per le FS.
Il confronto delle E.321 con le locomotive elettriche da manovra FFS Ee 3/3, alimentate a 15 kV, 16⅔ Hz e di potenza sensibilmente superiore (460 kW contro 210 kW continuativi), dimostrò una sostanziale equivalenza degli sforzi di trazione alle velocità ridotte, cioè nel campo di maggior operatività delle locomotive da manovra, e una netta superiorità delle Ee 3/3 alle velocità superiori, determinata dalla maggior potenza disponibile. Tuttavia considerando che la massima velocità era fissata a 50 km/h per entrambe le locomotive e che tale andatura era raggiunta solamente nei trasferimenti tra i vari scali (effettuati prevalentemente a locomotiva isolata), l'inferiorità delle E.321 in questo campo non fu considerata penalizzante.
Dal confronto con alcune locomotive Diesel da manovra di analoga potenza (tra 220 e 295 kW), risultarono prestazioni inferiori a quelle delle Diesel dallo spunto fino alla velocità di circa 10 km/h; prestazioni migliori di quelle delle Diesel con velocità tra circa 10 e 30 km/h e prestazioni inferiori a quelle delle Diesel con velocità oltre i 35 km/h circa.

Questi risultati non furono però giudicati limitativi, sia perché allo spunto si raggiungevano in ogni caso i limiti dell'aderenza, sia perché sui binari di stazione o di scalo, spesso in condizioni di manutenzione e di pulizia non ottimali, non si poteva contare su un valore elevato del coefficiente di aderenza. Per le stesse considerazioni già fatte nel confronto con le locomotive Ee 3/3 delle FFS, non venne altresì attribuita eccessiva importanza alla diminuzione dello sforzo di trazione alle velocità più elevate.

#### Manutenzione
Le locomotive E.321 ed E.322 venivano sottoposte a una grande riparazione (GR) ogni 40 000 ore di servizio. A metà dell'intervallo veniva intercalata una riparazione di riordino "R III", che non implicava il completo smontaggio della macchina
L'ultima locomotiva sottoposta alla grande riparazione fu la E.321.105, che uscì dalle Officine di Cittadella nell'ottobre 1988. La macchina, assegnata al deposito locomotive di Genova Rivarolo, era destinata alla grande riparazione assieme all'unità accoppiata E.322.105; quest'ultima subì però un'avaria ai cuscinetti a strisciamento durante il viaggio di trasferimento e fu accantonata a Milano Smistamento, dove fu demolita per fornire parti di ricambio alle unità in dotazione all'impianto.

### Esercizio

#### Servizi
Come previsto dal progetto, le E.321 e le E.322 furono sempre impiegate nel servizio di manovra, affiancandosi alle preesistenti locomotive da manovra a vapore e Diesel e alle loro dirette discendenti E.323 ed E.324.
Oltre ai servizi sui fasci delle stazioni furono impegnate con continuità negli scali di smistamento e nell'imbarco sulle navi traghetto dei treni da e per la Sicilia nelle stazioni di Messina Marittima e Villa San Giovanni.
Per le loro caratteristiche furono impiegate solo saltuariamente per la trazione delle tradotte e in piena linea.

#### Prestazioni in manovra
Le prestazioni in servizio di manovra delle locomotive E.321 ed E.322 sono riportate nella seguente tabella, tratta dalla Prefazione Generale all'Orario di Servizio (PGOS) delle Ferrovie dello Stato, che esprime il carico in tonnellate trainabile dalle locomotive nel servizio di manovra, in funzione della pendenza del binario.
| GRUPPO | Pendenza ‰ | Pendenza ‰ | Pendenza ‰ | Pendenza ‰ | Pendenza ‰ | Pendenza ‰ | Potenza CV |
| GRUPPO | 3          | 6          | 10         | 15         | 20         | 25         | Potenza CV |
| --- | ---------- | ---------- | ---------- | ---------- | ---------- | ---------- | ---------- |
| E.321 E.322 (1)                                                                                                  | 740        | 550        | 400        | 300        | 240        | 190        | 260        |
| E.323 E.324 (1)                                                                                                  | 1050       | 770        | 560        | 420        | 340        | 260        | 260        |
| (1) Per i complessi binati E.321 + E.322 ed E.323 + E.324 la prestazione è doppia di quella indicata in tabella. |            |            |            |            |            |            |            |

#### Prestazioni in linea
Le prestazioni nelle tradotte e nel servizio di piena linea delle locomotive E.321 ed E.322 sono riportate nella seguente tabella, tratta dalla Prefazione Generale all'Orario di Servizio (PGOS) delle Ferrovie dello Stato, che esprime il carico in tonnellate trainabile dalle locomotive nel servizio in piena linea in funzione del grado di prestazione.
| Velocità | Gradi di prestazione delle linee | Gradi di prestazione delle linee | Gradi di prestazione delle linee | Gradi di prestazione delle linee | Gradi di prestazione delle linee | Gradi di prestazione delle linee | Gradi di prestazione delle linee | Gradi di prestazione delle linee | Gradi di prestazione delle linee | Gradi di prestazione delle linee | Gradi di prestazione delle linee | Gradi di prestazione delle linee | Gradi di prestazione delle linee | Gradi di prestazione delle linee | Gradi di prestazione delle linee | Gradi di prestazione delle linee | Gradi di prestazione delle linee | Gradi di prestazione delle linee | Gradi di prestazione delle linee | Gradi di prestazione delle linee | Gradi di prestazione delle linee | Gradi di prestazione delle linee | Gradi di prestazione delle linee | Gradi di prestazione delle linee |
| Velocità | 1                                | 2                                | 3                                | 4                                | 5                                | 6                                | 7                                | 8                                | 9                                | 10                               | 11                               | 12                               | 13                               | 14                               | 15                               | 16                               | 17                               | 18                               | 19                               | 20                               | 21                               | 22                               | 23                               | 24                               |
| --- | -------------------------------- | -------------------------------- | -------------------------------- | -------------------------------- | -------------------------------- | -------------------------------- | -------------------------------- | -------------------------------- | -------------------------------- | -------------------------------- | -------------------------------- | -------------------------------- | -------------------------------- | -------------------------------- | -------------------------------- | -------------------------------- | -------------------------------- | -------------------------------- | -------------------------------- | -------------------------------- | -------------------------------- | -------------------------------- | -------------------------------- | -------------------------------- |
| 50 km/h | 65                               | 60                               | 55                               | 50                               | 45                               | 40                               | 35                               | 30                               | 25                               | 25                               | —                                | —                                | —                                | —                                | —                                | —                                | —                                | —                                | —                                | —                                | —                                | —                                | —                                | —                                |
| 40 km/h | 145                              | 135                              | 125                              | 120                              | 110                              | 110                              | 95                               | 90                               | 80                               | 75                               | 65                               | 60                               | 55                               | 50                               | 45                               | 40                               | 35                               | 30                               | 25                               | 20                               | —                                | —                                | —                                | —                                |
| 35 km/h | 210                              | 200                              | 185                              | 175                              | 165                              | 160                              | 145                              | 135                              | 125                              | 115                              | 105                              | 95                               | 85                               | 80                               | 75                               | 70                               | 60                               | 55                               | 50                               | 45                               | 40                               | 40                               | 35                               | 30                               |
| 30 km/h | 310                              | 290                              | 270                              | 255                              | 240                              | 225                              | 210                              | 200                              | 180                              | 165                              | 150                              | 140                              | 130                              | 120                              | 110                              | 105                              | 95                               | 90                               | 80                               | 75                               | 70                               | 65                               | 60                               | 55                               |
| 25 km/h | 440                              | 410                              | 385                              | 360                              | 340                              | 320                              | 300                              | 280                              | 260                              | 240                              | 220                              | 200                              | 190                              | 180                              | 170                              | 160                              | 145                              | 130                              | 120                              | 110                              | 105                              | 100                              | 95                               | 90                               |
| 20 km/h | 620                              | 570                              | 535                              | 500                              | 475                              | 450                              | 425                              | 400                              | 370                              | 340                              | 315                              | 290                              | 270                              | 250                              | 235                              | 220                              | 205                              | 190                              | 180                              | 170                              | 160                              | 150                              | 140                              | 130                              |
| (1) Per i complessi binati E.321 + E.322 ed E.323 + E.324 la prestazione è doppia di quella indicata in tabella. |                                  |                                  |                                  |                                  |                                  |                                  |                                  |                                  |                                  |                                  |                                  |                                  |                                  |                                  |                                  |                                  |                                  |                                  |                                  |                                  |                                  |                                  |                                  |                                  |

#### Depositi

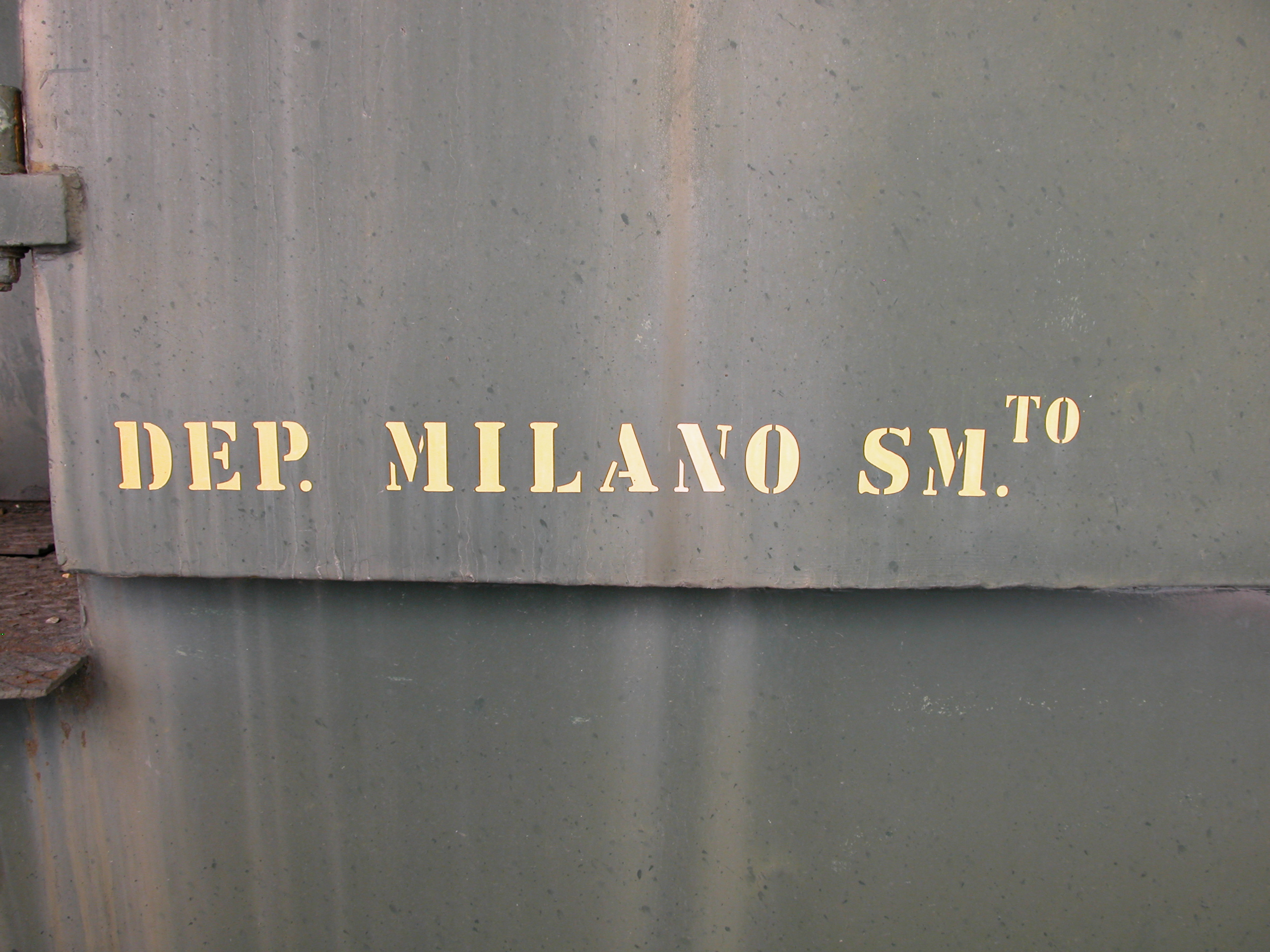
Scritta sul lato sinistro della cabina di guida dell'E.321.003 con l'indicazione dell'ultimo deposito di assegnazione

Durante il periodo del collaudo, durato alcuni mesi, le E.321.001-010 furono assegnate al deposito locomotive di Verona, ad eccezione della E.321.003 che fu subito assegnata al deposito di Trieste.
All'atto delle consegne formali, tra il giugno 1960 e l'agosto 1963, le E.321.001-020 furono assegnate ai depositi di Bari (1), Foggia (2), Mestre (1), Milano (4), Palermo (3), Pisa (1), Roma (2), Trieste (1) e Venezia (5). Le E.321.101-120, e le corrispondenti E.322.101-120, furono consegnate fra il luglio 1961 e il novembre 1964 e assegnate ai depositi di Fortezza (1), Genova (5), Messina (4), Milano (5), Reggio Calabria (1), Roma (2), Savona (1) e Udine (1).
Nel gennaio 1985 le unità dei gruppi E.321 ed E.322 erano distribuite nei seguenti depositi:
- le locomotive E.321.001-020, non atte a pilotare le E.322, erano assegnate a Milano Smistamento (6), Verona (1), Venezia (3), Udine (1), Roma San Lorenzo (5), Bari (1), Palermo (3);
- le locomotive E.321 delle serie 100 e 200, atte a pilotare le E.322, erano assegnate a Cuneo (1), Genova Rivarolo (5), Savona (3), Milano Smistamento (3), Roma San Lorenzo (2), Bari (1), Reggio Calabria (1), Messina (4);
- i rimorchi motore E.322 seguivano di norma le E.321 di pari numerazione; facevano però eccezione a questa regola le quattro E.321 di Cuneo, Roma San Lorenzo e Bari, che erano state private dei loro rimorchi per consentire la formazione di quattro unita triple composte ciascuna da una locomotiva E.321 e due rimorchi motori E.322.

Nel 1986 il gruppo E.321 era assegnato ai depositi di Bari, Bussoleno, Genova, Messina, Milano, Palermo, Reggio Calabria, Roma, Savona, Venezia, Verona e Udine e le E.322 erano assegnate a quelli di Bussoleno, Genova, Messina, Milano, Palermo, Reggio Calabria e Savona.
Il 31 dicembre 1991 tutte le unità dei gruppi E.321 ed E.322 erano formalmente assegnate ai seguenti depositi, ma alcune di esse erano già state ritirate dal servizio:
- le locomotive E.321.001-020 erano assegnate a Milano Smistamento (5), Verona (1), Venezia (2), Udine (1), Roma San Lorenzo (8), Reggio Calabria (1), Palermo (2); tra di esse risultavano già ritirate dal servizio le E.321.002 e 012 di Milano Smistamento, la E.321.016 di Verona, la E.321.004 di Udine e le E.321.009 e 017 di Roma San Lorenzo;
- i complessi E.321+E.322 delle serie 100 e 200 erano assegnati ad Alessandria (1), Genova Rivarolo (6), Savona (4), Milano Smistamento (4), Udine (1), Roma San Lorenzo (2), Messina (1), Reggio Calabria (1); tra queste unità risultavano già ritirate dal servizio le E.321.112 di Milano Smistamento e le E.321.206 ed E.322.210 di Udine.

Secondo Haydock nel 1995 esistevano ancora:
- 15 unità del sottogruppo E.321.001-020, assegnate ai depositi di Mestre (2), Milano Smistamento (2), Palermo (2), Reggio di Calabria (1), Roma San Lorenzo (6), Verona (1); le unità assegnate a Palermo (E.321.005 e 013) e a Verona (E.321.016) erano utilizzate quali fonti di parti di ricambio per le altre;
- 15 unità del sottogruppo E.321.100, assegnate ai depositi di Alessandria (1), Genova Rivarolo (4), Milano Smistamento (3), Reggio di Calabria (1), Roma San Lorenzo (2), Savona (4);
- 3 unità del sottogruppo E.321.200, assegnate ai depositi di Genova Rivarolo (1), Messina (1), Savona (1);
- 12 unità del sottogruppo E.322.100, assegnate ai depositi di Alessandria (1), Genova Rivarolo (4), Milano Smistamento (3), Reggio di Calabria (1), Savona (3);
- 6 unità del sottogruppo E.322.200, assegnate ai depositi di Genova Rivarolo (1), Messina (1), Roma San Lorenzo (2), Savona (2).

#### Accantonamento e radiazione
Dal prospetto di assegnazione ai depositi locomotive del gennaio 1985, riportato nella precedente sezione, si desume che a tale data tutte le unità E.321 ed E.322 fossero ancora verosimilmente in servizio. Si cominciò infatti a parlare del loro accantonamento soltanto verso la fine del 1987, in prospettiva della consegna delle nuove locomotive da manovra D.145 di costruzione TIBB e del completamento della fornitura di quelle di costruzione FIAT, e le macchine iniziarono ad essere progressivamente accantonate di scorta a partire dal 1991, a seguito dell'immissione in servizio delle nuove locomotive Diesel da manovra del gruppo D.255. Secondo Caliri e Modesti nel 1998 tutte le E.321 e le E.322 delle serie 100 e 200 erano già state accantonate, e la E.322.105 demolita. I depositi dov'erano accantonate erano quelli di Alessandria, Genova Rivarolo, Messina, Mestre, Milano Smistamento, Palermo, Reggio di Calabria, Roma San Lorenzo, Savona e Verona Porta Vescovo.
Alla data del 30 gennaio 2000 esistevano ancora undici E.321, assegnate alle Divisioni FS Regionale (3), Passeggeri (1) e Cargo (7) e tredici E.322, assegnate alle Divisioni FS Regionale (2) e Cargo (11).
Nella prima metà di aprile 2004 le E.321.012, 019, 020 e 112 e l'E.322.112 del deposito di Milano Smistamento furono inviate per la demolizione a Migliaro Valcesura. Con ciò, alla stessa data, la situazione presentava l'E.321.003 a Lecco in consegna all'Associazione ALe 883, le E.321.005 e 013 accantonate a Palermo in attesa di alienazione, l'E.321.016 a Verona Porta Vescovo nella sede della Mostra Ferroviaria Compartimentale, l'E.321.207 e l'E.322.207 accantonate a Livorno, e le E.321.206 e 210 accantonate a Messina.
All'inizio del 2006 tutte le E.321 ed E.322 risultavano accantonate fuori servizio o radiate dal parco.
Le radiazioni formali si susseguirono tra l'ottobre 2002 e l'ottobre 2010

### Conservazione museale

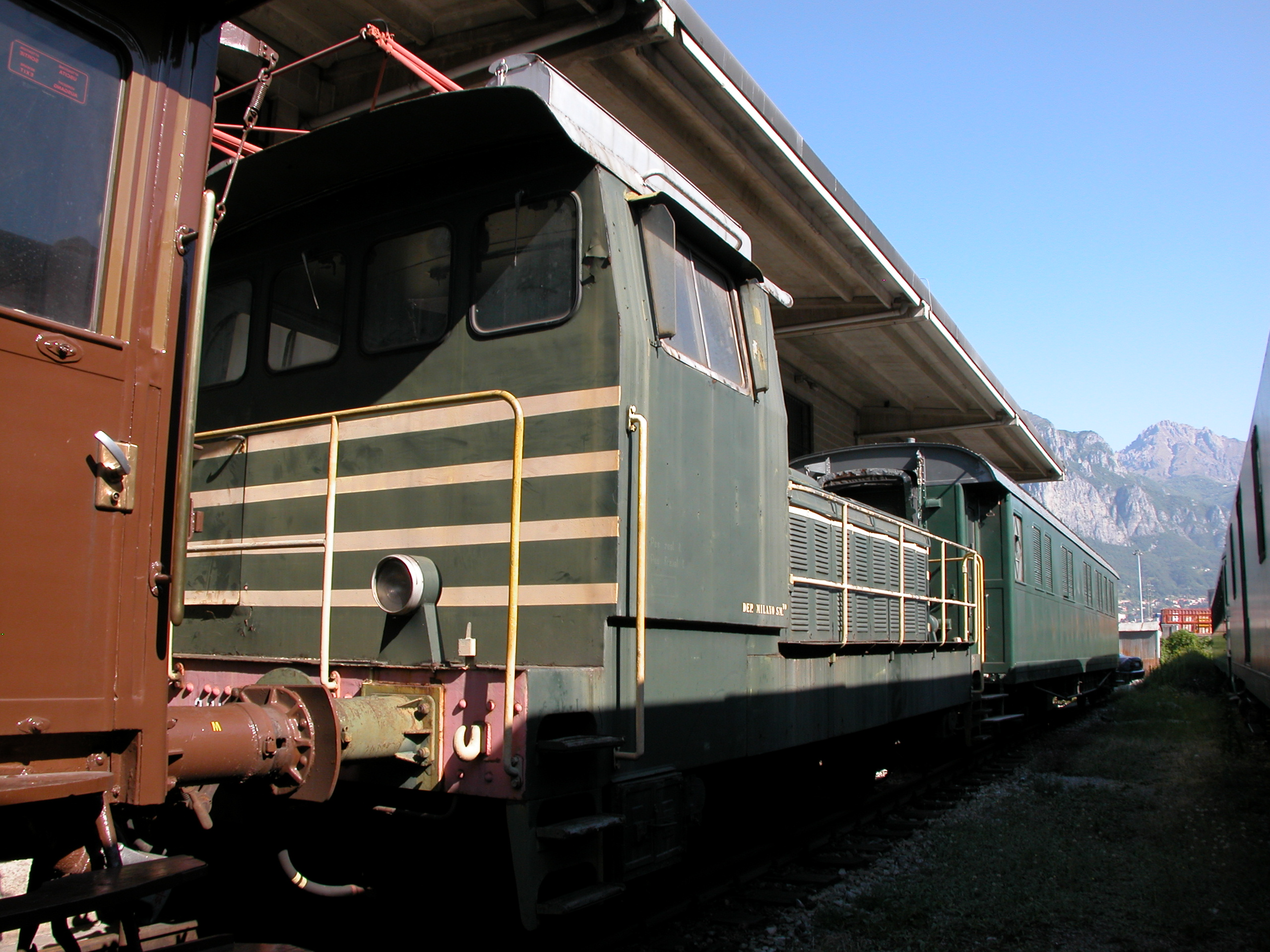
La locomotiva FS E.321.003 ancora in attesa di riparazioni nel maggio 2012

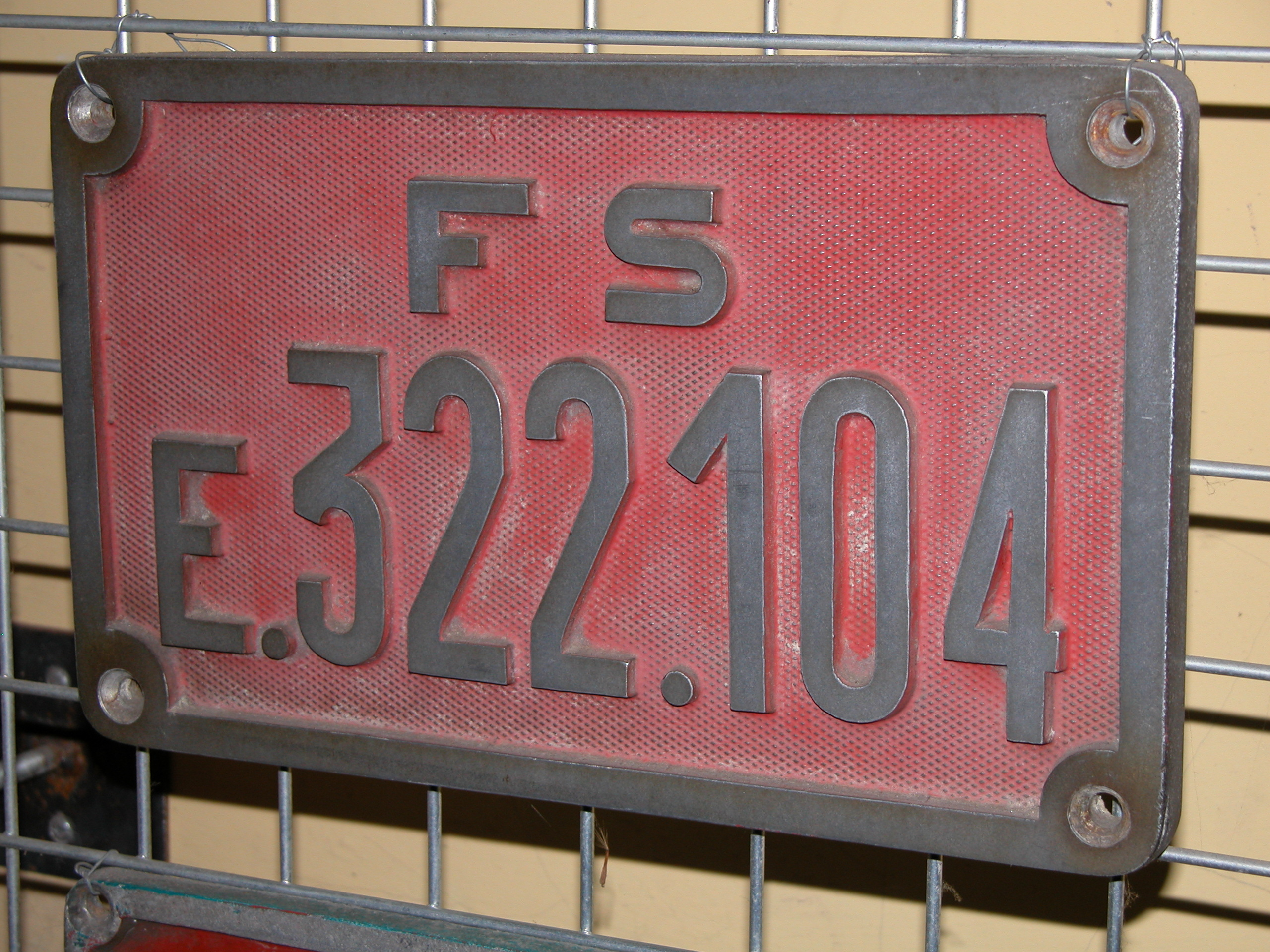
Targa identificativa della E.322.104 conservata nel museo GTT della stazione di Torino Porta Milano

Nel 1992 la locomotiva E.321.016 fu restaurata staticamente ed esposta presso la Mostra Ferroviaria Compartimentale di Verona Porta Vescovo, a ricordo del primo grande lavoro di trasformazione eseguito dalle omonime Officine Grandi Riparazioni (OGR) dopo la cessazione dell'attività sulle locomotive a vapore. La locomotiva fu demolita dopo la chiusura della mostra.
Le locomotive E.321.207 e E.322.207, vendute dalle FS ad un privato nel marzo 2000, furono inizialmente esposte presso il Museo Ferroviario Ligure, il cui parco rotabili era ospitato sul piazzale della stazione FS di Taggia-Arma. In occasione dell'abbandono del vecchio tracciato della Genova-Ventimiglia tra San Lorenzo al Mare e Ospedaletti Ligure, avvenuto il 26 settembre 2001, fu previsto lo spostamento di tutti i rotabili esposti nel museo nella nuova stazione realizzata nell'entroterra, ma non fu così per la coppia di locomotive E.321.207+E.322.207 che vennero radiate nell'ottobre 2008.
Nel 2003 la locomotiva E.321.003 fu restaurata esteriormente nel deposito di Milano Smistamento (dov'era rimasta accantonata per più di dieci anni) in vista dell'invio alla rimessa di Tirano, sede operativa dove l'associazione Gruppo ALe 883 collabora con Trenitalia per il ripristino funzionale dei mezzi di interesse storico. Malauguratamente, durante il viaggio di trasferimento si verificò un guasto che la costrinse al ricovero presso il deposito di Lecco, dove nel gennaio 2004 risultava ancora ferma in attesa di riparazione.
La locomotiva E.321.003, ultima unità superstite di questo gruppo, il 28 giugno 2023, dopo oltre 20 anni di accantonamento nello scalo di Lecco Maggianico, è stata trasferita a Tirano per essere restaurata dal gruppo ALe 883 su invito della Fondazione FS.

## Caratteristiche

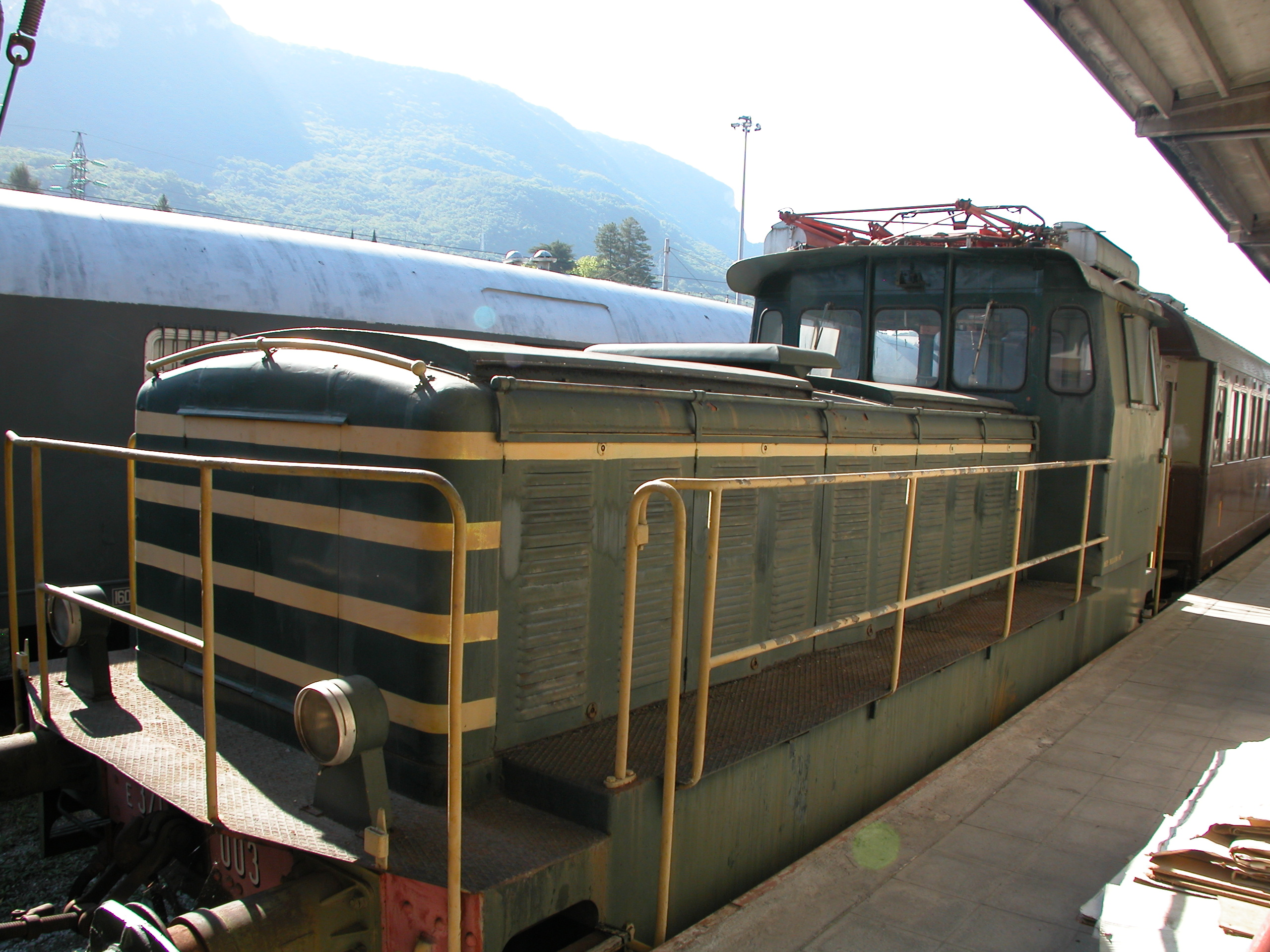
L'E.321.003 vista dal lato avancorpo

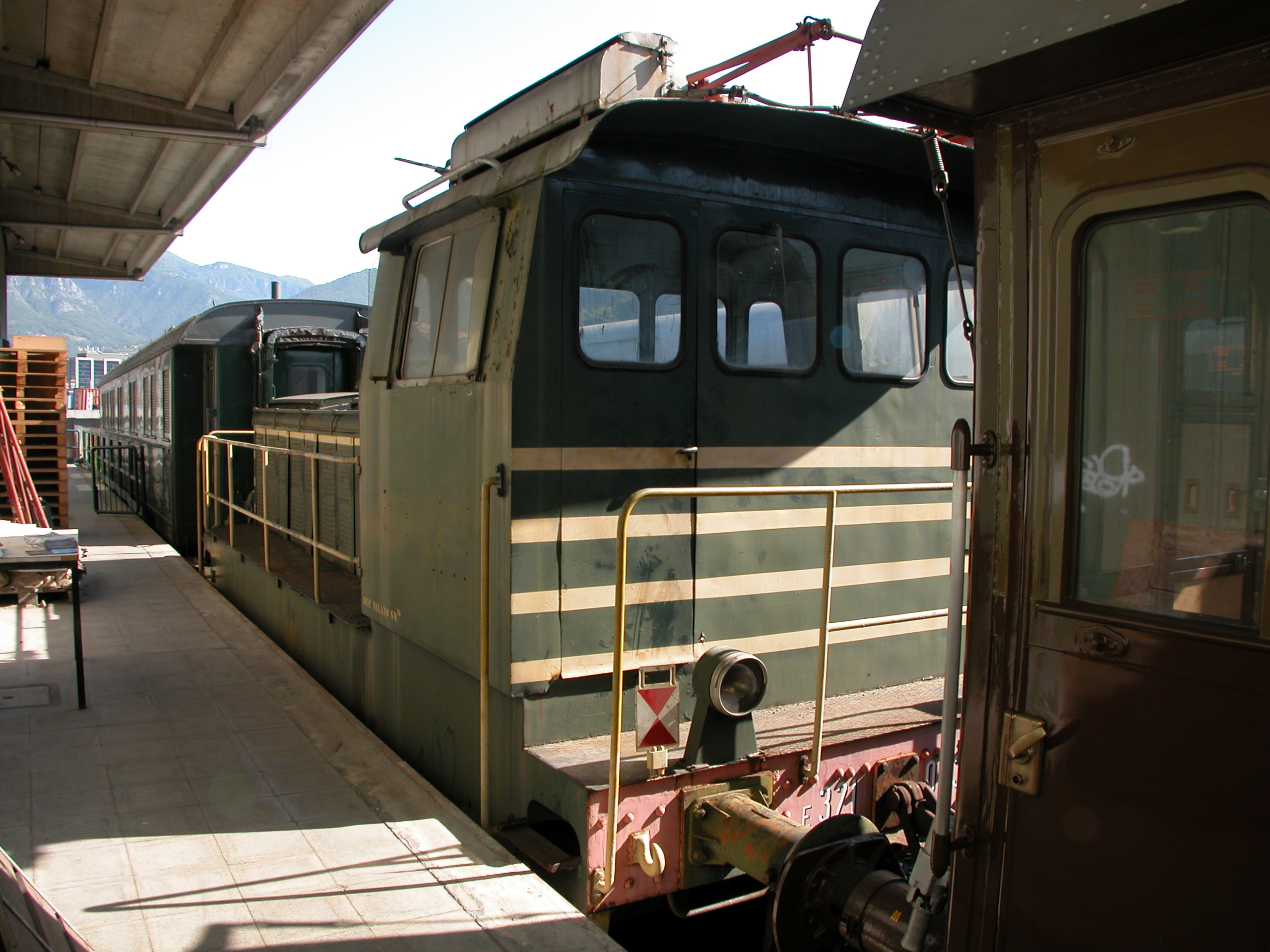
L'E.321.003 vista dal lato cabina di guida

Le locomotive E.321 ed E.322 furono studiate con criteri di semplicità ed economicità al fine di agevolare il loro ammortamento nell'ambito del servizio di manovra che, per tutte le aziende ferroviarie, è sempre stato molto dispendioso. A tal scopo fin dallo studio preliminare fu considerata la possibilità, previ accordi sindacali, di farle condurre da un solo agente.
La velocità massima fu fissata a 50 km/h, valore ritenuto soddisfacente per consentire un trasferimento sufficientemente rapido tra gli scali dove la locomotiva era destinata ad operare, compatibilmente con la massima velocità di rotazione del motore di trazione imposta dal rapporto di trasmissione prescelto per ottenere gli sforzi di trazione richiesti dal servizio di manovra.
La cabina di guida delle locomotive E.321 era sistemata all'estremità posteriore del carro, sormontata da un unico pantografo; sulla parte anteriore si trovava un avancorpo contenente le apparecchiature elettriche e meccaniche, ispezionabili dai praticabili laterali per mezzo di sportelli con feritoie a persiana che permettevano il passaggio dell'aria per la ventilazione del macchinario. L'apertura dei suddetti sportelli era possibile soltanto quando si era in possesso della chiave di blocco dei pantografi, che poteva essere estratta solo dopo l'abbassamento e la messa a terra degli stessi.
Le unità E.322 differivano dalle E.321 unicamente per l'assenza della cabina di guida, il cui spazio era occupato da un prolungamento dell'avancorpo contenente materiale di zavorra per renderne la massa aderente identica. Le E.322, prive di pantografo, ricevevano l'alimentazione a 3 kV dalle E.321 per mezzo di un cavo di accoppiamento ad alta tensione, mentre un accoppiatore a bassa tensione a 78 poli ne permetteva il comando multiplo dalla cabina di guida delle E.321 stesse.
Fu adottata la classica livrea comune con le locomotive Diesel da manovra, con la cassa verde con bande gialle, il tetto argento e i panconi rossi con i numeri di serie bianchi. Il pantografo era dipinto in "rosso segnale" come per le locomotive elettriche per servizi di linea.
Le E.321.001 e 002, prototipi del gruppo, si distinguevano esteriormente dalle altre unità per la minore estensione delle feritoie a persiana delle prese d'aria, presenti solo sulla parte superiore dei pannelli di chiusura laterali dell'avancorpo.

### Parte meccanica

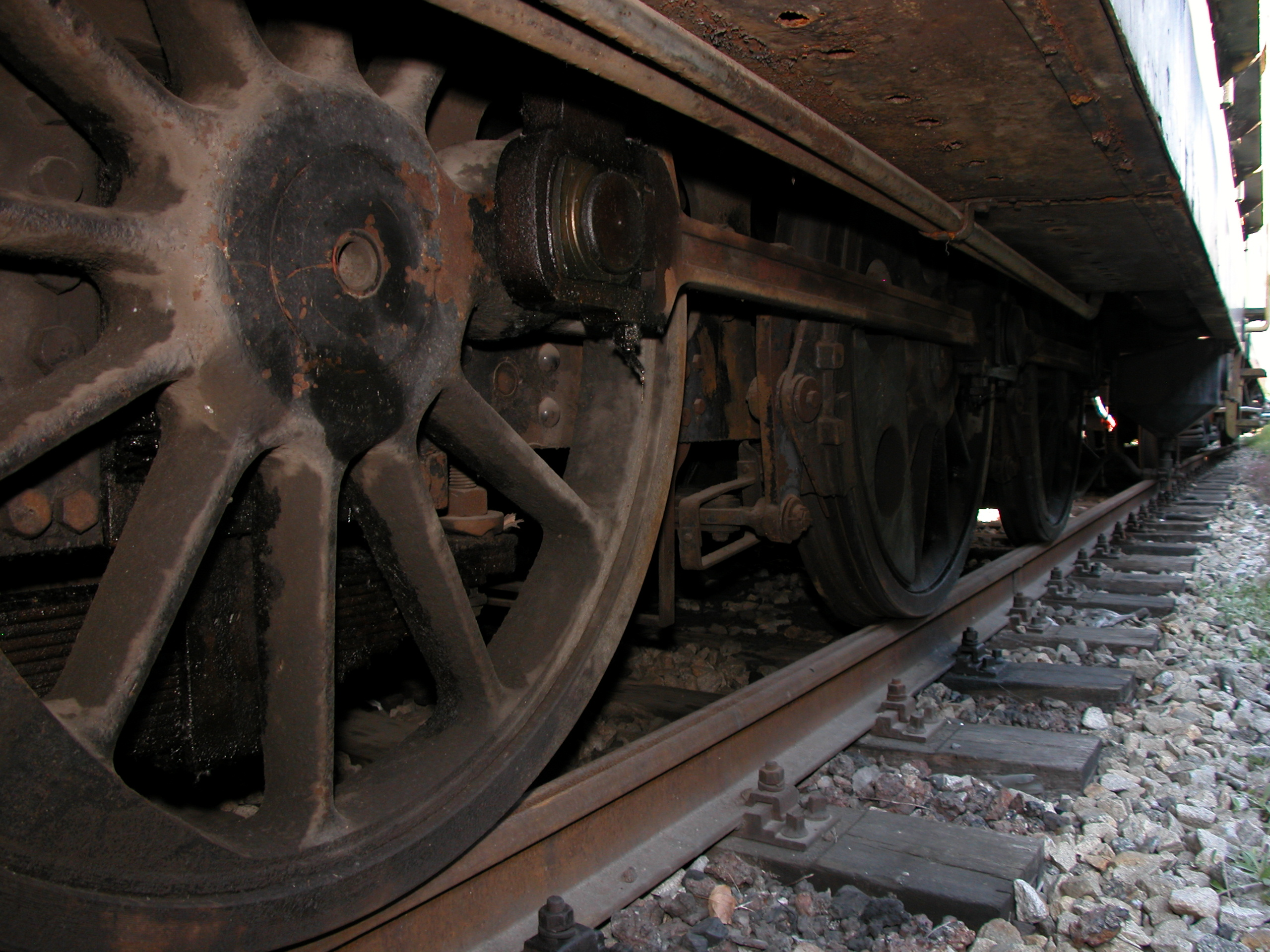
La ruota posteriore e il biellismo dell'E.321.003

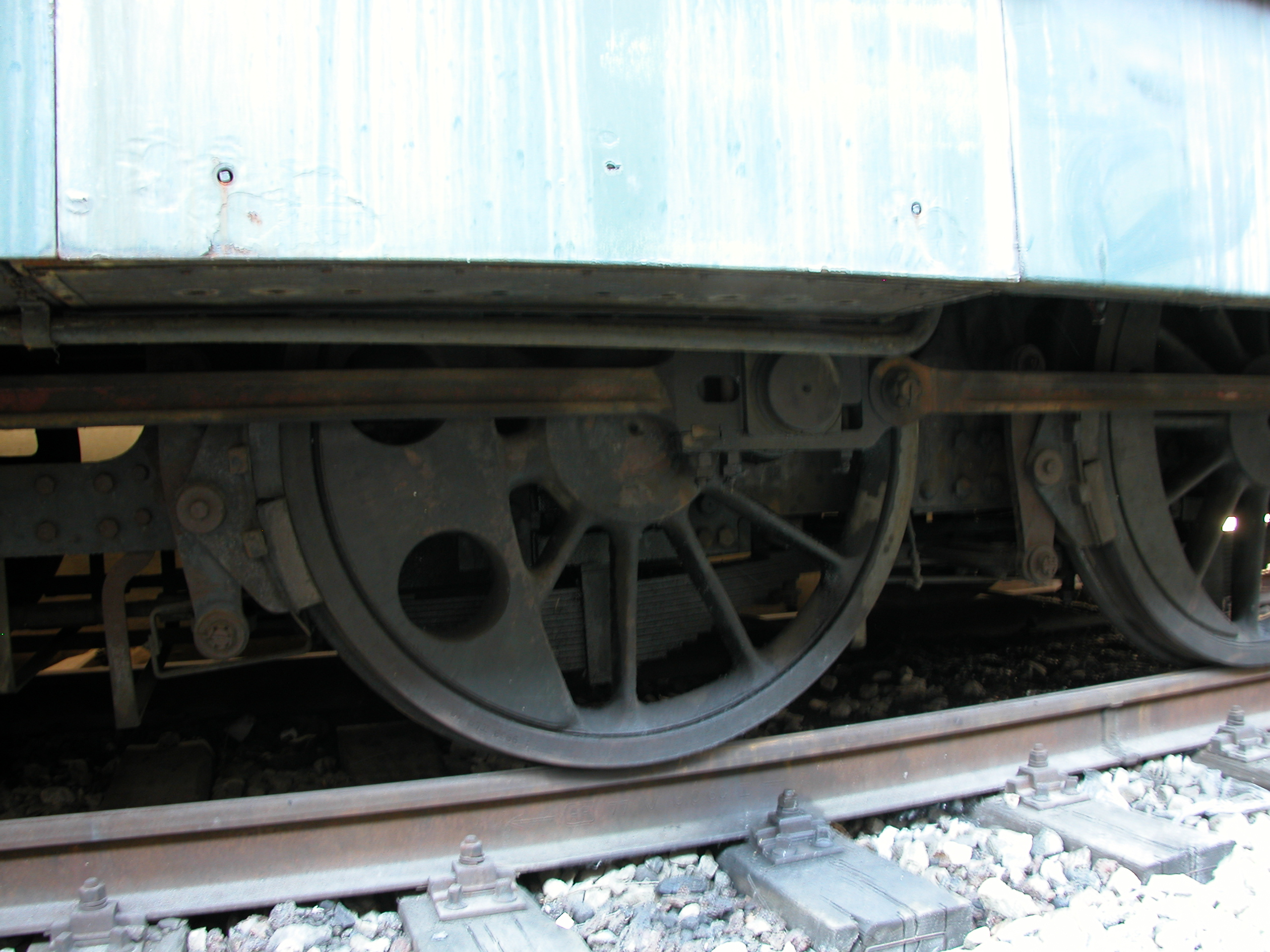
Particolare della sala centrale dell'E.321.003 con i fori di alleggerimento del contrappeso della ruota

Le unità da manovra con cabina del gruppo E.321 e i "rimorchi motori" del gruppo E.322 furono costruite sui telai delle locomotive a vapore del gruppo 835 e di qualche 830 di seconda serie, dalle quali vennero recuperati il carro, il rodiggio, le bielle di accoppiamento tra le sale motrici e parte dell'impianto di frenatura.
Il motore di trazione fu sistemato longitudinalmente fra i longheroni del carro, in corrispondenza dell'asse posteriore, e collegato con un giunto elastico a un riduttore funzionante in bagno d'olio con circolazione a pompa. Quest'ultimo, costituito da una coppia conica e un treno di ingranaggi cilindrici con rapporto di trasmissione totale di 1:12,4, azionava l'assile della sala centrale, che trasmetteva a sua volta il moto alle due sale di estremità per mezzo di una coppia di bielle esterne, con quelle di destra sfalsate di 90° rispetto a quelle di sinistra. Non essendo più presenti le bielle motrici della macchina a vapore, fu necessario alleggerire i contrappesi delle ruote della sala centrale praticandovi adeguate aperture circolari.
Il motore poteva essere smontato dal basso assieme alla sala centrale per mezzo degli stessi elevatori idraulici già in dotazione ai depositi per gli altri tipi di locomotive elettriche o Diesel-elettriche allora in servizio.

### Parte elettrica

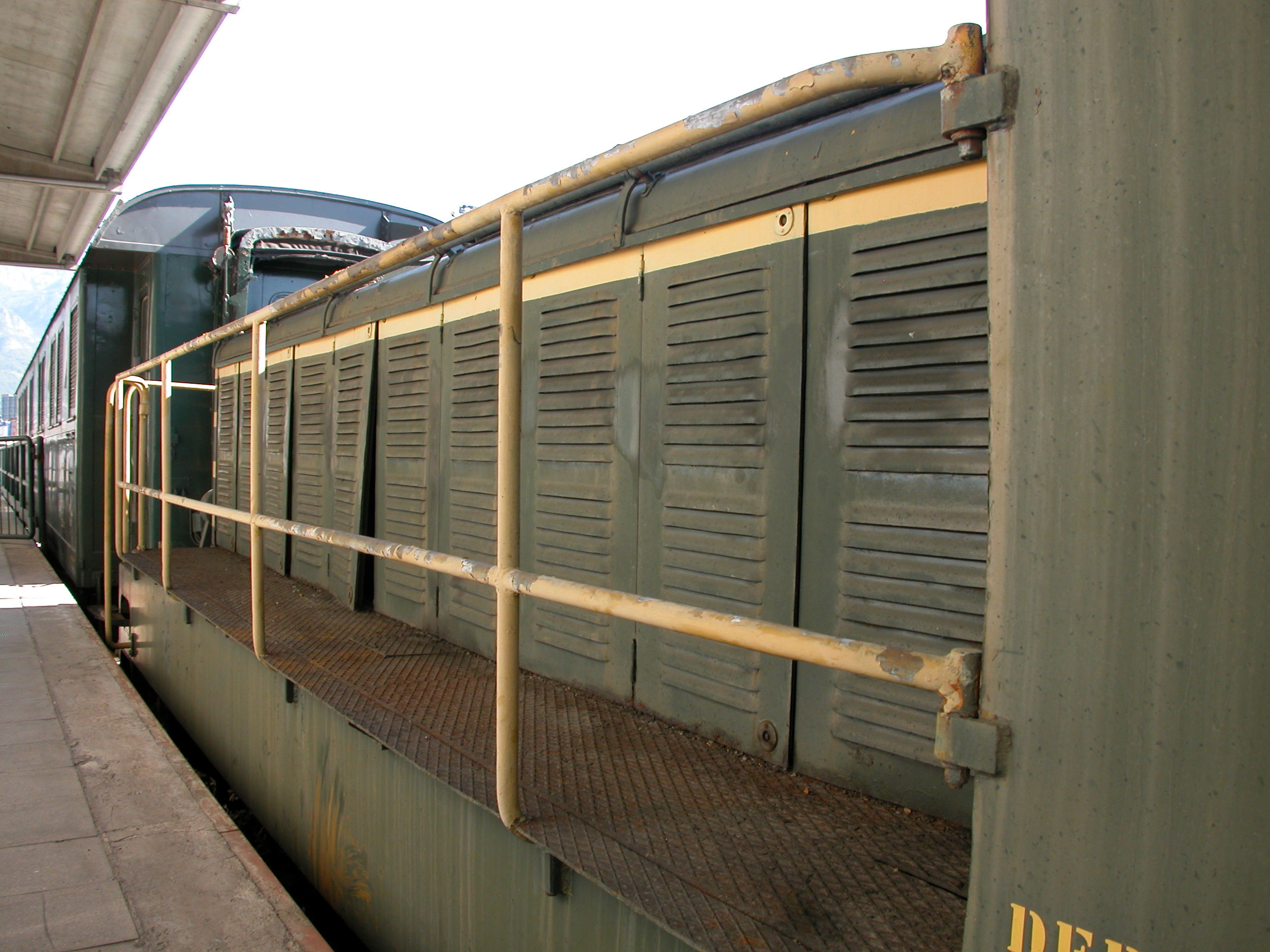
L'avancorpo della locomotiva E.321.003. L'apertura degli sportelli d'ispezione delle apparecchiature elettriche è vincolata all'abbassamento e alla messa a terra del pantografo.

Le macchine elettriche, a eccezione del motore di trazione montato sul carro, erano sistemate sulla parte anteriore del pianale della locomotiva, all'interno dell'avancorpo.
L'equipaggiamento elettrico comprendeva un motore primario alimentato dalla linea aerea a corrente continua a 3 kV e flangiato sull'albero d'indotto della generatrice principale in modo da costituire con essa un gruppo monoblocco. Tale gruppo azionava per mezzo di pulegge e cinghie trapezoidali un altro gruppetto monoblocco composto da due generatrici a corrente continua, di cui la prima provvedeva all'alimentazione dei circuiti ausiliari ed alla ricarica delle batterie, mentre la seconda forniva l'eccitazione separata al motore primario. Con lo stesso gruppetto veniva azionato il ventilatore centrifugo che raffreddava il motore di trazione, mentre sul lato opposto del gruppo principale veniva comandato il compressore per l'alimentazione dell'impianto pneumatico e del circuito del freno.

#### Circuito di trazione

Schema semplificato del circuito di trazione delle locomotive E.321 ed E.322

L'equipaggiamento elettrico tradizionale, con motore a corrente continua alimentato a tensione costante, avrebbe creato gravi limitazioni su una locomotiva per servizio di manovra, sia a causa della rapida diminuzione della coppia con l'aumento della velocità del motore, sia per la forte dissipazione di energia sul reostato. Inoltre quest'ultimo, essendo destinato a funzionare continuamente inserito, avrebbe dovuto avere un notevole ingombro. Allo stesso tempo la modesta potenza necessaria per espletare questo tipo di servizio rendeva pressoché obbligata la scelta di far ricorso ad un unico motore di trazione, rendendo impraticabile la tecnica, adottata sulle locomotive per i servizi di linea, di ottenere la regolazione della velocità con il collegamento in serie e in parallelo dei motori.
Si optò quindi per un equipaggiamento simile a quello delle locomotive Diesel-elettriche in cui al motore Diesel sarebbe stato sostituito un motore primario elettrico, ottenendo così un sistema analogo al gruppo Ward Leonard impiegato negli azionamenti industriali, opportunamente adattato per le esigenze ferroviarie.
Fu quindi realizzata una struttura composta da un motore primario alimentato direttamente dalla catenaria a 3 kV accoppiato meccanicamente con una generatrice principale che alimentava a sua volta il motore di trazione con una tensione regolabile entro ampi limiti, variandone opportunamente la velocità senza far ricorso al reostato in serie.
Il circuito di trazione non prevedeva la frenatura elettrica reostatica, ma consentiva la frenatura elettrica a contromarcia, il cui uso non era però ammesso.

##### Motore primario
Per il motore primario fu scelto il modello GLM 573 DK, progettato e costruito dalla Brown-Boveri e caratterizzato dalla potenza nominale di 260 kW alla velocità di 1 400 giri/min.

Era una macchina autoventilata del tipo a doppio collettore, caratteristica che gli consentiva di essere alimentata direttamente dalla catenaria a 3 kV.
Per ottenere un regime di rotazione a velocità costante nonostante le forti variazioni di tensione della linea di contatto, requisito essenziale per non alterare le caratteristiche della generatrice principale perturbando di conseguenza il funzionamento del motore di trazione, si adottò un sistema di eccitazione mista con un circuito di eccitazione indipendente alimentato da una dinamo eccitatrice azionata con una trasmissione a cinghie dal motore stesso, ed una porzione di eccitazione serie che permetteva l'avviamento del gruppo.
La dinamo eccitatrice fu realizzata con una caratteristica tale da reagire con forti variazioni di corrente a piccole variazioni di velocità di rotazione, in modo che il crescere del numero di giri del motore primario, e quindi dell'eccitatrice collegata meccanicamente ad esso, a causa dell'aumento della tensione della linea di contatto, venisse contrastato dalla maggior intensità corrente prodotta dall'eccitatrice stessa. Parimenti, alla diminuzione della tensione di linea, il calo del numero di giri del motore primario veniva compensato dalla minor intensità corrente prodotta dall'eccitatrice.
Con questo semplice sistema di autoregolazione si passò da una variazione di velocità del motore primario del 90% (da 1.060 a 2 000 giri/min) ad una variazione del 28% (da 1 300 a 1 660 giri/min), a fronte di escursioni della tensione di alimentazione tra 2,6 e 3,6 kV e della corrente assorbita dalla linea tra 0 e 140 A.
L'avviamento del gruppo avveniva con il motore di trazione disinserito, cioè praticamente a vuoto, e la corrente di spunto era limitata da una resistenza posta in serie al circuito d'indotto, che veniva esclusa da un comando temporizzato lasciando solo una piccola parte di essa (circa 2 ohm) a protezione degli avvolgimenti.

La porzione di eccitazione serie forniva per tutta la durata dell'avviamento un flusso magnetico sufficiente per ottenere una coppia adeguata, mentre l'eccitatrice cominciava ad autoeccitarsi soltanto oltre i 1 000 giri/min, impedendo così al motore primario di superare le velocità di funzionamento previste.
Come protezione contro le velocità eccessive in caso di rottura della cinghia di collegamento con la dinamo eccitatrice, o in caso di guasto della stessa, fu installato un dispositivo centrifugo, comandato dall'albero del motore primario, che agiva sul circuito di scatto degli interruttori di protezione di linea.

##### Generatrice principale

Le curve rosse rappresentano le cinque caratteristiche esterne della generatrice principale selezionabili con il combinatore di manovra. La curva verde rappresenta la caratteristica a potenza costante (210 kW) della generatrice principale. La curva blu rappresenta la caratteristica a potenza costante (260 kW) del motore primario.

La generatrice principale, tipo CGE 500/6/360 della potenza nominale di 210 kW alla velocità di 1 400 giri/min, era accoppiata al motore primario con l'albero d'indotto flangiato in modo da costituire con esso un gruppo monoblocco.
Era una dinamo dotata di tre avvolgimenti di eccitazione: indipendente, derivata e serie. L'avvolgimento di eccitazione indipendente, controllato direttamente dal combinatore di manovra della locomotiva, permetteva di selezionare cinque caratteristiche di funzionamento opportunamente differenziate fra loro, il cui andamento era determinato dagli avvolgimenti di eccitazione derivata e serie che, lavorando in modalità "controcomposta", realizzavano una caratteristica tensione-corrente (caratteristica esterna) che si adattava egregiamente al servizio di manovra a cui le locomotive erano destinate. Come si può vedere dal diagramma, le caratteristiche esterne così ottenute presentavano forti variazioni di tensione al variare della corrente di carico, che mettevano in grado la generatrice principale di limitare la corrente di spunto del motore di trazione e di regolarne automaticamente la tensione durante la fase di accelerazione, realizzando senza dissipazione di energia la stessa funzione del reostato d'avviamento delle locomotive tradizionali.
La selezione della caratteristica esterna più adatta alle varie condizioni di lavoro veniva effettuata mediante un volantino che agiva sul combinatore di marcia della locomotiva e permetteva di scegliere una delle cinque curve disponibili. Sebbene il loro numero potesse sembrare limitato, l'elasticità del sistema di regolazione era più che sufficiente per una manovra facile e sicura nelle normali condizioni di esercizio. Il macchinista aveva inoltre la possibilità di escludere l'avvolgimento di eccitazione derivata della generatrice principale, ottenendo così una famiglia di ulteriori cinque curve (non rappresentate nel diagramma) caratterizzate da un andamento praticamente rettilineo, i cui punti a tensione zero coincidevano con quelli delle curve precedenti e quelli a corrente zero risultavano sensibilmente più bassi; queste curve caratteristiche venivano generalmente utilizzate quando si dovevano avviare convogli particolarmente pesanti in condizioni di aderenza precaria.
A differenza delle locomotive Diesel, il cui motore termico non poteva erogare una potenza maggiore di quella di taratura, la presenza di un motore primario a corrente continua permetteva di sfruttare la caratteristica tipica delle macchine elettriche di poter essere sovraccaricate. L'entità del sovraccarico era stabilita dalla forma della caratteristica esterna della generatrice principale, il cui andamento dipendeva dall'influenza delle singole eccitazioni. Il sistema era regolato in modo che nell'ultima posizione del combinatore di manovra (curva nº 5 del diagramma) vi fosse un sovraccarico superiore di circa il 30% della potenza continuativa con una velocità dell'ordine del 40% di quella massima e che, superata tale velocità, la potenza diminuisse, oltre che per la riduzione della corrente di trazione al crescere della velocità, anche per l'aumento in misura più limitata della tensione ai capi della generatrice, che tendeva progressivamente a stabilizzarsi seguendo l'appiattimento della caratteristica esterna.

Per evitare che sovraccarichi di lunga durata potessero determinare un eccessivo riscaldamento della generatrice principale, furono sistemate al suo interno delle sonde termiche che comandavano l'accensione di un'apposita lampada di segnalazione sul banco di manovra.

##### Motore di trazione
Per la scelta del motore di trazione, non potendo fare paragoni tra locomotive azionate con motori radicalmente differenti (a vapore, elettriche o Diesel) per il diverso modo con cui veniva resa la potenza, si ricorse ad un criterio basato sull'esecuzione di manovre tipo, riproducenti con sufficiente fedeltà le condizioni del servizio di manovra. Si arrivò così a fissarne a 190 kW la potenza nominale, ottenendo la possibilità di utilizzare, con opportuni adattamenti di tipo meccanico, il motore di trazione già adottato sulle locomotive Diesel-elettriche D.341, conseguendo un risultato di unificazione che, riducendo il volume delle scorte, permetteva di alleggerire sensibilmente i costi di acquisto e di esercizio.
Il motore, tipo Brown Boveri GLM 2405, era identico nell'indotto e nella parte elettrica dell'induttore a quello delle D.341; l'unica differenza consisteva nella carcassa dello statore, modificata per ricevere le zampe di appoggio al telaio del carro della locomotiva.
Il motore di trazione era alimentato per mezzo di cavi dalla generatrice principale, con l'interposizione dell'invertitore di marcia che agiva sul circuito di eccitazione serie.
L'indebolimento di campo, che avrebbe potuto migliorare le prestazioni della locomotiva alle velocità più alte, non fu ritenuto necessario.
Il raffreddamento del motore di trazione era ottenuto per mezzo di un ventilatore centrifugo coassiale con il gruppetto costituito dalle dinamo eccitatrice e dei servizi ausiliari, azionato mediante trasmissione a cinghia dal motore primario della locomotiva.

##### Confronto con le locomotive Diesel-elettriche
Dato che l'equipaggiamento di trazione delle locomotive E.321 realizzava una trasmissione di potenza analoga a quella delle locomotive Diesel-elettriche, è interessante evidenziare le differenze di prestazioni che si sarebbero potute ottenere con un motore primario Diesel, i cui vincoli principali, rispetto a un motore elettrico di pari potenza nominale, sono sostanzialmente i seguenti:
1. il motore Diesel non può essere sovraccaricato neppure per breve tempo;
2. per ottenere un buon rendimento dal motore Diesel gli si deve richiedere una potenza quanto più possibile prossima a quella della caratteristica a potenza costante.

Ne consegue che le caratteristiche esterne della generatrice principale di una locomotiva Diesel-elettrica (analoghe alle curve rosse del diagramma del paragrafo "Generatrice principale") non devono superare le caratteristiche a potenza costante del motore primario Diesel (analoghe alla curva blu del citato diagramma) e mantenersi il più a lungo possibile coincidenti con esse.

Il soddisfacimento di questa duplice condizione richiede però di far ricorso a un sistema di regolazione automatica non necessario con il motore primario elettrico, mentre il rispetto del vincolo sul rendimento implica la necessità di disporre di diversi regimi di rotazione del motore Diesel, ciascuno dei quali corrispondente alla potenza richiesta dalle varie caratteristiche esterne della generatrice principale.
Con un motore primario Diesel non si possono dunque raggiungere le stesse prestazioni che si ottengono con un motore elettrico alimentato dalla linea di contatto. In altre parole per avere identiche prestazioni occorrerebbe adottare un motore Diesel di potenza notevolmente superiore, che comporterebbe spese di esercizio più elevate per maggiore ingombro, maggior costo iniziale e minor rendimento, a cui si aggiungerebbe, essendo costretti a variare la velocità del gruppo primario, la necessità di sovradimensionare la generatrice ausiliaria e il ventilatore del motore di trazione.
Con le locomotive E.321 non si ebbero gli inconvenienti e le limitazioni citate, in quanto il motore primario elettrico veniva fatto funzionare ad un solo regime di rotazione praticamente costante, poteva essere sovraccaricato senza problemi e il suo rendimento rimaneva buono in tutto il campo di utilizzo.

#### Circuito di comando

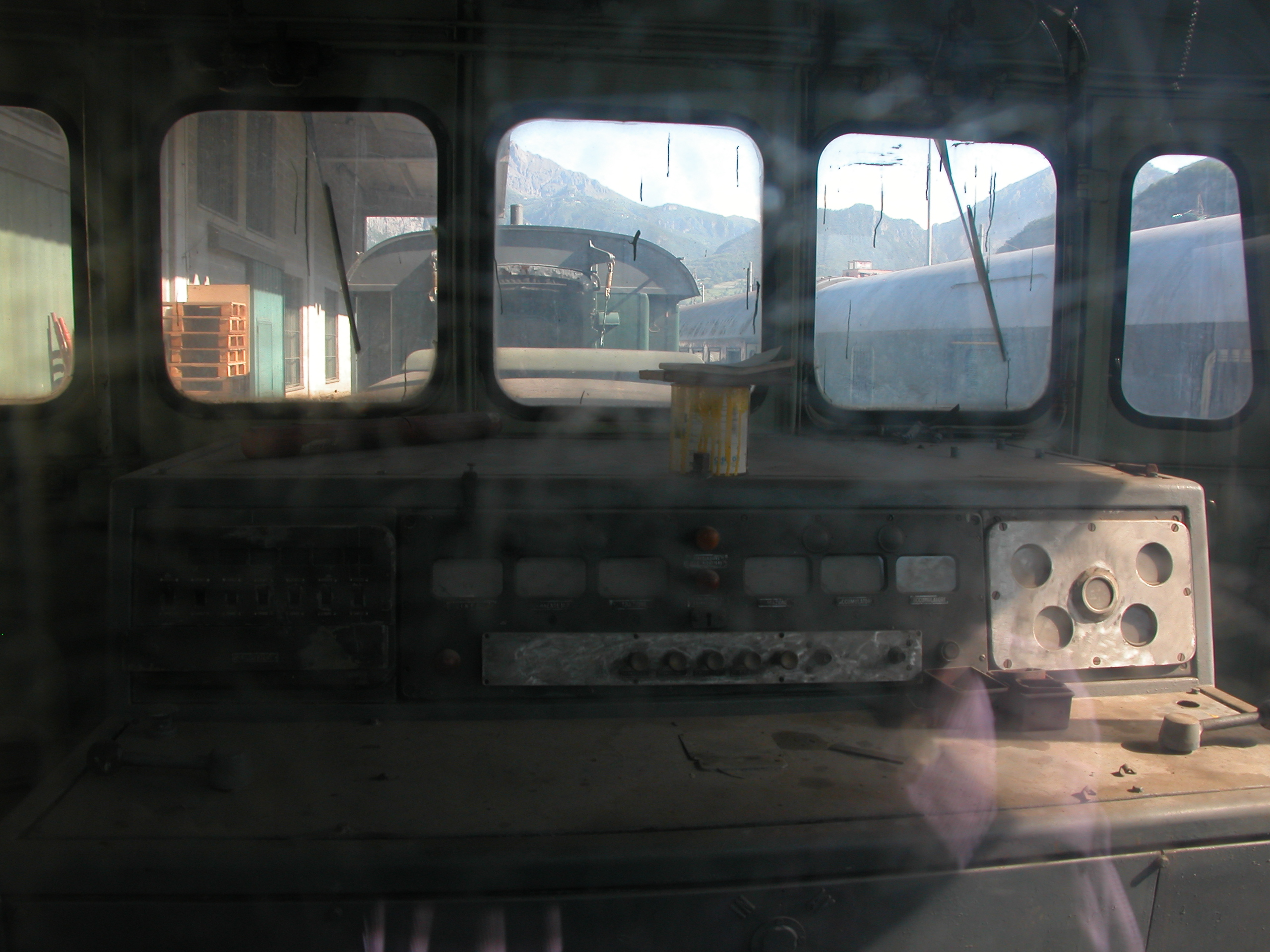
E.321.003, banco di manovra

L'inversione di marcia e la regolazione della velocità erano previste, a progetto, con la manovra di un controller azionato manualmente da due volantini posti in prossimità dei posti di guida destro e sinistro della locomotiva. Detto controller, oltre a far variare per mezzo di quattro contattori l'eccitazione della generatrice principale, avrebbe dovuto comandare mediante elettrovalvole il servomotore pneumatico dell'invertitore di marcia del motore di trazione.
Per evitare l'abuso della frenatura elettrica a contromarcia, che non era subordinata ad alcun controllo tachimetrico, il comando di inversione fu però scorporato dal controller ed assegnato ad una leva ubicata in posizione lontana dal posto di guida, in modo da costituire un impedimento a tempo della manovra d'inversione.
In prossimità dei due posti di guida era altresì prevista, sempre a progetto, la ripetizione di tutti i comandi e delle apparecchiature del freno, in modo da dare al macchinista la possibilità di eseguire qualsiasi manovra senza spostarsi o di trasferirsi dall'uno all'altro lato della cabina di guida ove ciò fosse richiesto da ragioni di visibilità del piazzale. La duplicazione dei comandi fu però realizzata solo in un secondo tempo: a partire dal 1964 per il freno e dal 1968 per l'inversione di marcia.

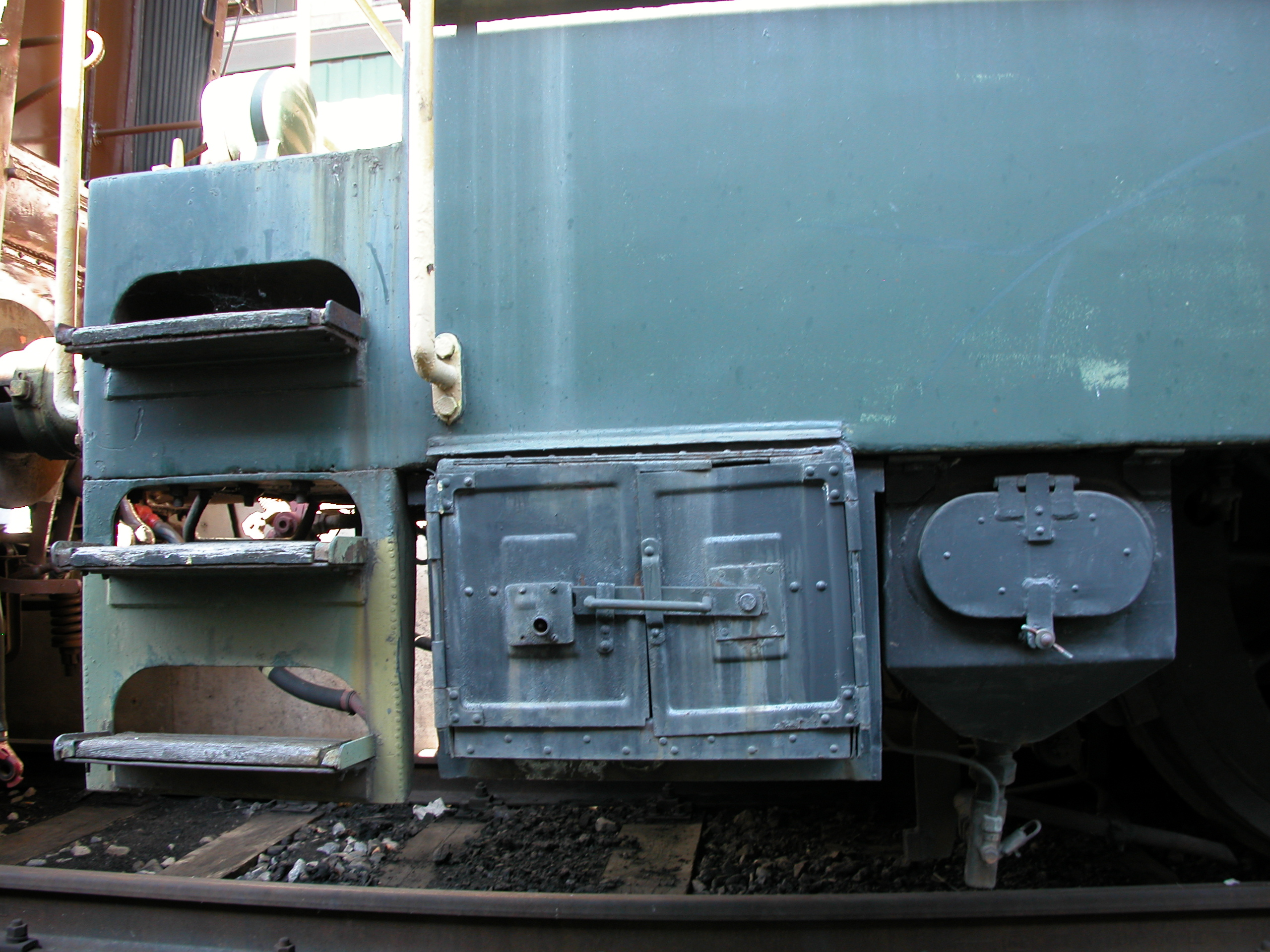
L'alloggiamento per gli accumulatori e la sabbiera a fianco della scaletta d'accesso al praticabile della cabina di guida

#### Circuito REC
Per queste locomotive fu previsto un circuito per l'erogazione del REC (Riscaldamento Elettrico Carrozze) analogo a quello delle locomotive per i servizi di linea, rivelatosi estremamente comodo, come dimostrato con l'esperienza delle locomotive E.621, per il riscaldamento preventivo delle carrozze in partenza in attesa dell'arrivo della locomotiva titolare. Nonostante ciò il circuito REC fu installato solamente sull'unità E.321.010.

#### Circuiti ausiliari
L'energia per i circuiti ausiliari era prodotta da una generatrice a corrente continua azionata con trasmissione a cinghia dal motore primario, ai cui morsetti era collegato un regolatore di tensione che alimentava i circuiti di comando, di illuminazione e di ricarica della batteria di accumulatori, sistemati in un cassone posto sotto la cabina di guida.

### Parte pneumatica
L'aria compressa per i comandi pneumatici e il circuito del freno era prodotta da un compressore tipo 241-P Westinghouse azionato meccanicamente dal motore primario, soluzione che consentì di eliminare i costosi motori a 3 kV per i motocompressori.
I quattro serbatoi per l'accumulo dell'aria compressa erano alloggiati al di sotto del pianale della locomotiva in corrispondenza dell'asse anteriore, due all'interno delle ruote e due all'esterno.
Un compressore elettrico alimentato dalla generatrice ausiliaria o dalla batteria produceva l'aria necessaria per l'innalzamento del pantografo.
Il circuito elettropneumatico comprendeva:
- l'elettrovalvola per il sollevamento del pantografo;
- le elettrovalvole per i comandi avanti e indietro dell'invertitore di marcia;
- l'elettrovalvola del contattore dell'interruttore principale:
- l'elettrovalvola del contattore per l'esclusione della resistenza di avviamento del motore primario;
- l'elettrovalvola del contattore del circuito REC, dove presente.

Erano inoltre alimentati ad aria compressa i motori dei tergicristalli pneumatici montati a partire dal 1964.

### Modifiche

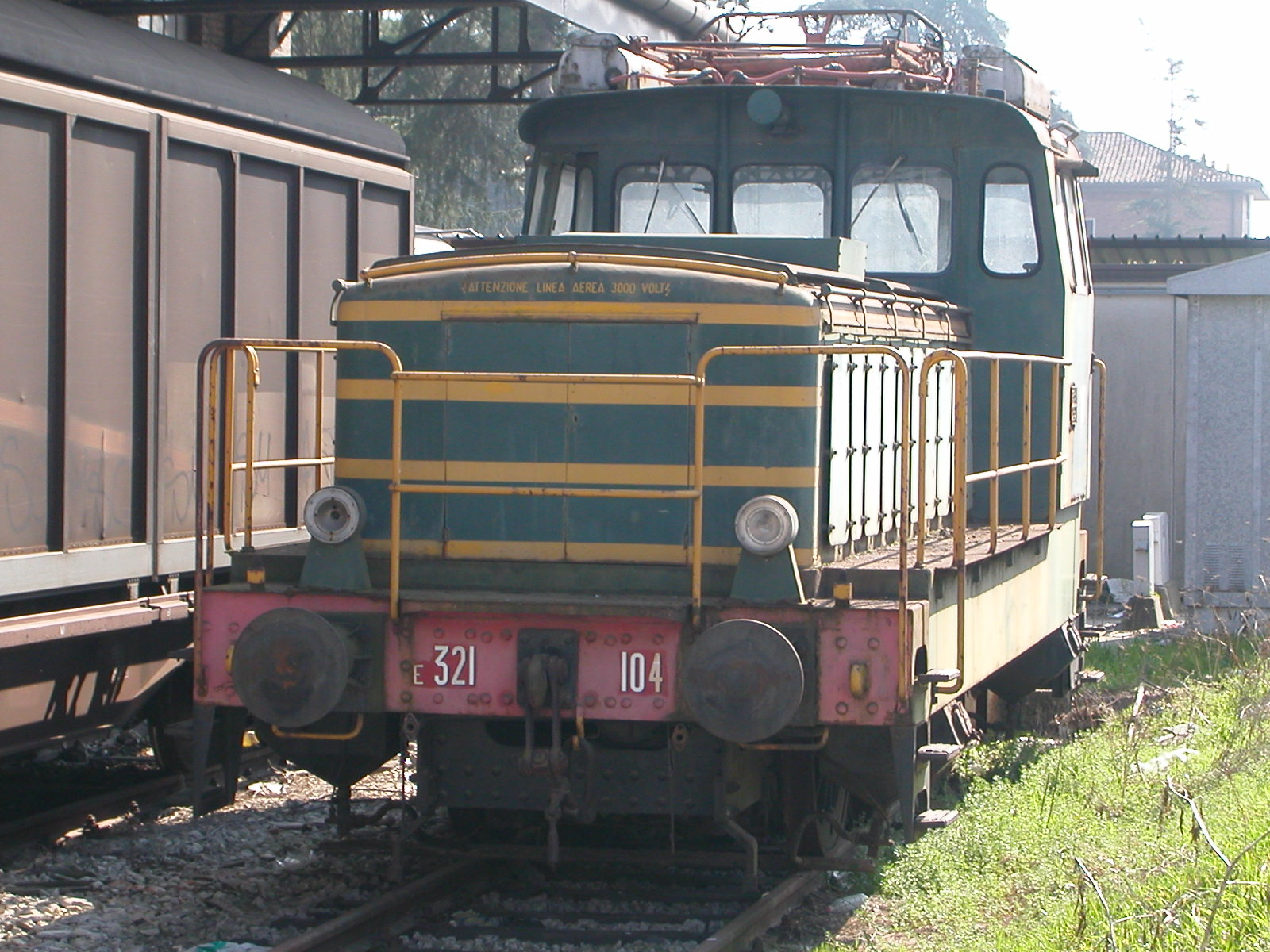
La locomotiva E.321.104 accantonata a Rovigo il 25 marzo 2008. Sull'avancorpo si possono notare gli schermi posti sperimentalmente sulle finestrature di presa aria laterali e superiori nel tentativo di ridurre la rumorosità.

Nei primi anni di servizio la coppia E.321+E.322.104 fu equipaggiata sperimentalmente con prese d'aria laterali e superiori schermate, probabilmente nel tentativo di ridurre la rumorosità che è sempre stata un punto debole di queste macchine.
Negli anni successivi tutte le macchine furono soggette a varie modifiche, tra cui, oltre alla duplicazione dei comandi del freno e dell'inversione di marcia già riferite, si citano:
- la sostituzione delle suole dei ceppi dei freni con altre di materiale sintetico (e conseguente modifica della timoneria);
- la sostituzione del motoventilatore e l'applicazione di schermi vicino al motore primario, al fine di ridurre la rumorosità;
- l'applicazione di parapetti antinfortunistici sui praticabili laterali;
- l'inserimento di diodi nel circuito di trazione onde migliorare la frenatura elettrica.

Nel 1969 quattro E.321.100 e sette E.322.100, dal gennaio 1970 riclassificate nei sottogruppi E.321.200 ed E.322.200, furono modificate nella parte elettrica per ottenere dei complessi costituiti da una locomotiva e due "rimorchi motori" ciascuno; in conseguenza della creazione di queste terne, le locomotive E.321.113, 114 e 118 rimasero scompagnate dalle rispettive E.322.
Le E.321.200 si distinguevano esteriormente dalle E.321.100 per la presenza su entrambe le testate degli accoppiatori per il comando multiplo, che consentivano il collegamento con un'E.322.200 davanti e con una dietro.
Era stato previsto che i complessi in tripla trazione dovessero prestare servizio a Milano Smistamento e a Messina Marittima, ma nella pratica furono impiegati solo in quest'ultimo impianto prevalentemente per l'imbarco e lo sbarco dalle navi traghetto insieme alle locomotive Diesel-elettriche D.143.

Nonostante la prevista configurazione con un'unità E.321.200 intercalata tra due E.322.200, a Messina si preferì collocare
entrambe le E.322 davanti per evitare che il pantografo della E.321 potesse superare il portale di amarro della linea aerea e perdere il contatto con la catenaria durante la manovra di imbarco di carri e carrozze sui traghetti.

## Considerazioni economiche
Anche se il campo di impiego delle locomotive elettriche da manovra era necessariamente limitato a quei piazzali già di fatto elettrificati per ragioni di circolazione dei treni, esse risultavano molto più convenienti delle locomotive Diesel con analoghe prestazioni. In particolare, tenendo conto che l'estensione della rete elettrificata in corrente continua al momento della concezione delle E.321 permetteva il pieno impiego di almeno una sessantina di unità e che da ciascuna di esse si poteva ottenere un'economia annuale dell'ordine di un milione di lire italiane del tempo rispetto a una similare locomotiva Diesel, apparve subito chiaro l'interesse per la loro realizzazione.
Le previsioni furono confermate dai risultati di esercizio; dal confronto con la locomotiva Diesel-idraulica 235, con potenza installata superiore del 35%, risultarono infatti prestazioni di poco inferiori, come riporta la seguente tabella:
| Gruppo | Pendenza | Pendenza | Pendenza | Pendenza | Pendenza | Pendenza | Potenza continuativa |
| Gruppo | 3        | 6        | 10       | 15       | 20       | 25‰      | Potenza continuativa |
| ------ | -------- | -------- | -------- | -------- | -------- | -------- | -------------------- |
| E.321  | 740      | 550      | 400      | 300      | 240      | 190 t    | 190 kW               |
| 235    | 800      | 600      | 450      | 300      | 250      | 200 t    | 257 kW               |

I risultati si rivelarono conformi alle previsioni anche sul piano dell'economicità, infatti da un'elaborazione del 1963 risultò per le E.321 un "costo orario di esercizio", privo dei costi del personale di macchina, pari a 1.105 Lit/h, inferiore del 27% a quello delle Diesel 235 (1.530 Lit/h) e del 64% rispetto alle vaporiere del gruppo 835 (3.115 Lit/h).
Sulla base di questi risultati positivi le FS decisero l'acquisto di un altro lotto di locomotive elettriche similari, per le quali fu sviluppata una parte meccanica completamente nuova, che vennero classificate nei nuovi gruppi E.323 ed E.324.

## Studi e sperimentazioni
Le locomotive E.321 furono oggetto di uno studio congiunto dal professor Franco De Falco dell'Istituto di Trasporti della Facoltà di Ingegneria dell'Università degli Studi di Roma "La Sapienza" e dal professor Zdenek Caha della Facoltà di Ingegneria ferroviaria dell'Università Tecnica Ceca di Praga, i cui risultati vennero pubblicati nel 1967 sulla rivista del CIFI Ingegneria Ferroviaria.
Il lavoro dei due ricercatori si proponeva come obiettivo la modifica dell'equipaggiamento di trazione delle E.321 per ottenere:
- il totale sfruttamento della potenza, sia in trazione che in frenatura, con caratteristiche artificiali ottenute per mezzo di un sistema di regolazione automatica;
- un dispositivo per il ripristino automatico dell'aderenza, sia in trazione che in frenatura;
- una leva di comando unica per tutte le manovre.

Lo studio fu eseguito ipotizzando l'impiego di apparecchiature e componenti di corrente produzione ed istituendo le verifiche del comportamento dell'equipaggiamento e le successive ottimizzazioni per mezzo della calcolatrice analogica.
Nello studio venne mantenuta l'impostazione originaria del circuito di trazione, apportandovi unicamente le modifiche richieste dall'uso della tecnica di regolazione automatica:
- la generatrice ausiliaria fu sostituita con un alternatore trifase azionato dallo stesso motore primario;
- al fine di restringere i limiti di variazione a quelli richiesti dall'uso dell'alternatore (4%), la regolazione della velocità di rotazione del motore primario fu integrata con un anello di retroazione;
- sulla generatrice principale rimase il solo avvolgimento di eccitazione indipendente, alimentato con un amplificatore a tiristori;
- un identico amplificatore a tiristori fu adottato per regolare l'eccitazione separata del motore di trazione (gli autori dello studio ritenevano che si trattasse del primo impiego di questo tipo di tecnica di eccitazione);
- fu aggiunto un resistore per la frenatura elettrodinamica nel circuito del motore primario;
- per realizzare il dispositivo di antislittamento e antipattinaggio, fu introdotta la misura della velocità della locomotiva (non delle ruote) con una dinamo tachimetrica azionata da una rotella senza bordino interposta tra le ruote motrici;
- fu cambiato l'aspetto del banco di manovra, sostituendo al volantino di marcia e alla leva di inversione un'unica leva per il governo completo della locomotiva.

I calcoli fatti, le caratteristiche e i diagrammi risultati dalle simulazioni con la calcolatrice analogica permisero di stabilire la fattibilità dell'equipaggiamento di regolazione studiato e, in particolare, che fosse possibile:
- adottare una leva di comando unica per l'effettuazione in "modo intuitivo" di tutte le principali operazioni di comando della macchina (scelta del senso di marcia, della velocità, dell'accelerazione o della decelerazione desiderate dal macchinista);
- ottenere una caratteristica artificiale del motore di trazione, tale che le caratteristiche elettromeccaniche della locomotiva corrispondessero alla piena utilizzazione di una determinata potenza in un campo di velocità il più ampio possibile;
- ottenere che la corrente del motore di trazione rimanesse costante nell'intervallo di velocità a potenza costante e fosse inversamente proporzionale alla velocità nel resto del campo;
- che non esistesse più una caratteristica su cui la locomotiva fosse costretta ad avviarsi indipendentemente dal carico rimorchiato, ma che l'avviamento potesse avvenire all'interno di un campo determinato dalle caratteristiche limite e che la corrente assorbita non andasse oltre il valore corrispondente alla coppia effettivamente richiesta per evitare inutili sovraccarichi del motore;
- mantenere una velocità prestabilita anche al variare del profilo della linea o del carico rimorchiato o spinto (per esempio alla presentazione del treno su una sella di lancio), diversamente dalle E.321 tradizionali in cui la velocità poteva essere mantenuta solo cambiando la caratteristica col volantino di marcia.

Lo studio svolto sulle E.321 non ebbe attuazione pratica, ma fu di fatto il precursore di importanti innovazioni introdotte negli anni successivi. Ad esempio l'eccitazione separata a comando elettronico del motore di trazione anticipò il sistema di "eccitazione a immagine serie" (o serie indiretta) sperimentato nella seconda metà degli anni settanta sulla E.444.005, prima locomotiva delle FS con azionamento a "full chopper", e successivamente adottato sulle locomotive FS E.633, e il concetto della leva a "comando intuitivo" fu poi ripreso, molti anni dopo, con le "leve incrementali" del banco di manovra delle locomotive FS E.412.

## Soprannomi

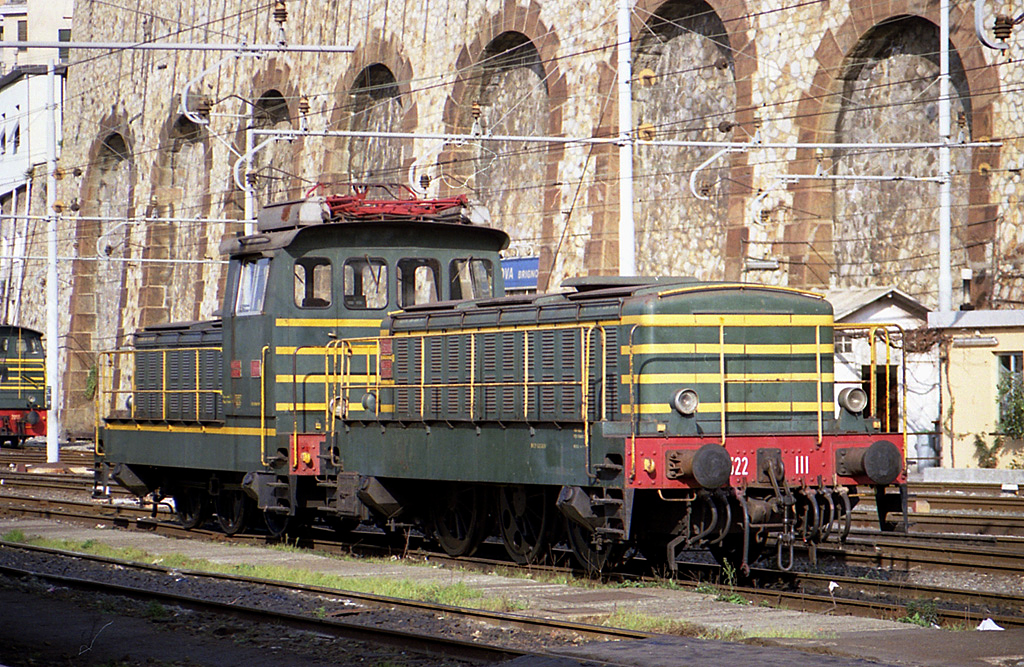
Le unità E.321.111 ed E.322.111 in sosta a Genova Brignole il 31 gennaio 1993. Alla sinistra della fotografia si scorge una locomotiva Diesel da manovra del gruppo FS 245.

Presso il deposito di Milano Smistamento le locomotive E.321 ed E.322 ricevettero il soprannome di "Battistino", riferendosi all'uso di chiamare "Battista" il maggiordomo. Tale soprannome era stato dato precedentemente alle E.621 e fu poi esteso anche alle locomotive Diesel dei gruppi 235 e 245.
In altri impianti FS le E.322 vennero soprannominate "cane" o "cagnetta", alludendo al fatto che seguivano sempre il comando del padrone, o "il cane e il gatto", con riferimento al complesso binato.
I fermodellisti, per per influsso della bibliografia specializzata in lingua inglese, le hanno anche soprannominate cow and calf ("vacca e vitello").

## Riepilogo cronologico
A proposito dei dati storici di un qualsiasi gruppo di rotabili ferroviari vale la pena trascrivere due punti dell'introduzione dell'ingegner Fabio Cherubini, ex dirigente del Servizio Materiale e Trazione delle FS e divulgatore ferroviario, a una delle sue pubblicazioni:
(Fabio Cherubini, Materiale, p. 7)
Nel caso delle E.321/E.322 non sembrano esserci incertezze sulle date di costruzione o sull'unico costruttore (TIBB), ma risultano alcune incongruenze nelle date di radiazione formale

### E.321 serie 000
| Locomotive E.321 non atte al telecomando delle E.322 | Locomotive E.321 non atte al telecomando delle E.322 | Locomotive E.321 non atte al telecomando delle E.322  |
| Numero di servizio                                   | Ingresso in servizio                                 | Radiazione                                            |
| ---------------------------------------------------- | ---------------------------------------------------- | ----------------------------------------------------- |
| E.321.001                                            | giugno 1960                                          | dopo il 30/1/2000                                     |
| E.321.002                                            | agosto 1960                                          | novembre 2003                                         |
| E.321.003                                            | ottobre 1960                                         | prima del 30/1/2000; preservata come rotabile storico |
| E.321.004                                            | novembre 1960                                        | tra il 1/1/1992 e il 30/1/2000                        |
| E.321.005                                            | dicembre 1960                                        | prima del 30/1/2000                                   |
| E.321.006                                            | gennaio 1961                                         | dopo il 30/1/2000                                     |
| E.321.007                                            | marzo 1961                                           | prima del 30/1/2000                                   |
| E.321.008                                            | marzo 1961                                           | prima del 30/1/2000                                   |
| E.321.009                                            | aprile 1961                                          | tra il 1/1/1992 e il 30/1/2000                        |
| E.321.010                                            | maggio 1961                                          | prima del 30/1/2000                                   |
| E.321.011                                            | giugno 1961                                          | prima del 30/1/2000                                   |
| E.321.012                                            | dicembre 1962                                        | ottobre 2010                                          |
| E.321.013                                            | gennaio 1963                                         | prima del 30/1/2000                                   |
| E.321.014                                            | febbraio 1963                                        | prima del 30/1/2000                                   |
| E.321.015                                            | marzo 1963                                           | prima del 30/1/2000                                   |
| E.321.016                                            | maggio 1963                                          | tra il 1/1/1992 e il 30/1/2000                        |
| E.321.017                                            | giugno 1963                                          | tra il 1/1/1992 e il 30/1/2000                        |
| E.321.018                                            | giugno 1963                                          | prima del 30/1/2000                                   |
| E.321.019                                            | giugno 1963                                          | ottobre 2009                                          |
| E.321.020                                            | agosto 1963                                          | novembre 2004                                         |

### E.321 ed E.322 serie 100
| Locomotive E.321 atte al telecomando delle E.322 | Locomotive E.321 atte al telecomando delle E.322 | Locomotive E.321 atte al telecomando delle E.322 | Locomotive E.321 atte al telecomando delle E.322 | Locomotive E.322 assegnate in coppia | Locomotive E.322 assegnate in coppia | Locomotive E.322 assegnate in coppia | Locomotive E.322 assegnate in coppia |
| Numero di servizio                               | Ingresso in servizio                             | Numerazione dal 1970                             | Radiazione                                       | Numero di servizio                   | Ingresso in servizio                 | Numerazione dal 1970                 | Radiazione                           |
| ------------------------------------------------ | ------------------------------------------------ | ------------------------------------------------ | ------------------------------------------------ | ------------------------------------ | ------------------------------------ | ------------------------------------ | ------------------------------------ |
| E.321.101                                        | luglio 1961                                      |                                                  | dicembre 2003                                    | E.322.101                            | settembre 1961                       |                                      | marzo 2004                           |
| E.321.102                                        | dicembre 1961                                    |                                                  | ottobre 2003                                     | E.322.102                            | dicembre 1961                        |                                      | marzo 2004                           |
| E.321.103                                        | gennaio 1962                                     | E.321.203                                        | dopo il 30/1/2000                                | E.322.103                            | gennaio 1962                         | E.322.203                            | dicembre 2004                        |
| E.321.104                                        | marzo 1962                                       |                                                  | prima del 30/1/2000                              | E.322.104                            | marzo 1962                           |                                      | ottobre 2003                         |
| E.321.105                                        | marzo 1962                                       |                                                  | ottobre 2003                                     | E.322.105                            | marzo 1962                           |                                      | marzo 1989                           |
| E.321.106                                        | maggio 1962                                      | E.321.206                                        | tra il 1/1/1992 e il 30/1/2000                   | E.322.106                            | maggio 1962                          | E.322.206                            | gennaio 2007                         |
| E.321.107                                        | luglio 1962                                      | E.321.207                                        | ottobre 2008                                     | E.322.107                            | luglio 1962                          | E.322.207                            | ottobre 2008                         |
| E.321.108                                        | settembre 1962                                   |                                                  | prima del 30/1/2000                              | E.322.108                            | settembre 1962                       |                                      | ottobre 2004                         |
| E.321.109                                        | settembre 1962                                   |                                                  | dopo il 30/1/2000                                | E.322.109                            | settembre 1962                       |                                      | dopo il 30/1/2000                    |
| E.321.110                                        | novembre 1962                                    | E.321.210                                        | prima del 30/1/2000                              | E.322.110                            | novembre 1962                        | E.322.210                            | tra il 1/1/1992 e il 30/1/2000       |
| E.321.111                                        | ottobre 1963                                     |                                                  | settembre 2003                                   | E.322.111                            | ottobre 1963                         |                                      | ottobre 2004                         |
| E.321.112                                        | dicembre 1963                                    |                                                  | novembre 2004                                    | E.322.112                            | dicembre 1963                        |                                      | maggio 2004                          |
| E.321.113                                        | febbraio 1964                                    |                                                  | prima del 30/1/2000                              | E.322.113                            | febbraio 1964                        | E.322.213                            | ottobre 2003                         |
| E.321.114                                        | aprile 1964                                      |                                                  | novembre 2003                                    | E.322.114                            | maggio 1964                          | E.322.214                            | prima del 30/1/2000                  |
| E.321.115                                        | maggio 1964                                      |                                                  | ottobre 2002                                     | E.322.115                            | maggio 1964                          |                                      | ottobre 2002                         |
| E.321.116                                        | luglio 1964                                      |                                                  | ottobre 2003                                     | E.322.116                            | luglio 1964                          |                                      | giugno 2003                          |
| E.321.117                                        | luglio 1964                                      |                                                  | febbraio 2010                                    | E.322.117                            | luglio 1964                          |                                      | febbraio 2010                        |
| E.321.118                                        | settembre 1964                                   |                                                  | prima del 30/1/2000                              | E.322.118                            | settembre 1964                       | E.322.218                            | prima del 30/1/2000                  |
| E.321.119                                        | ottobre 1964                                     |                                                  | dopo il 30/1/2000                                | E.322.119                            | ottobre 1964                         |                                      | gennaio 2005                         |
| E.321.120                                        | novembre 1964                                    |                                                  | maggio 2004                                      | E.322.120                            | dicembre 1964                        |                                      | dicembre 2003                        |

## Riproduzioni fermodellistiche
Nel 1986 i modelli Rivarossi della locomotiva FS E.321.112 e del rimorchio E.322.112 furono i primi modelli di locomotive italiane prodotti dalla ditta comasca in esatta scala 1:87 o H0
.

### Fonti a stampa
- Ministero dei Trasporti. Ferrovie dello Stato, Relazione per l'anno finanziario 1958-59, Roma, Ferrovie dello Stato, 1960,  pp. 103, 117 e 185.
- Ministero dei Trasporti. Ferrovie dello Stato, Dati analitici complementari alla Relazione F.S. per l'anno finanziario 1959-60, Roma, Ferrovie dello Stato, 1961,  pp. 117-118.
- Luigi Zamboni, Tomaso Zattoni, Sulla convenienza dell’impiego delle locomotive elettriche da manovra, in Ingegneria Ferroviaria, anno 7, n. 4, aprile 1952,  pp. 307-310.
- Tomaso Zattoni, Giuseppe Maffei, Le locomotive elettriche di manovra a 3000 V c.c. Gr. 321 per la rete elettrificata delle F.S., in Ingegneria Ferroviaria, anno 15, n. 2, febbraio 1960,  pp. 105-110.
- Alfredo D'Arbela, La locomotiva elettrica, in Ingegneria Ferroviaria, anno 16, n. 7-8, luglio-agosto 1961,  pp. 727-729.
- Giancarlo Marzocchi, Locomotive elettriche da manovra Gr. E.321 delle Ferrovie dello Stato, in Rassegna tecnica TIBB, anno 23, n. 2, aprile-giugno 1962,  pp. 25-32.
- Fernando Barenghi, Nuove locomotive elettriche da manovra per le Ferrovie dello Stato, in Associazione Elettrotecnica ed Elettronica Italiana, Elettrotecnica ed elettronica nei trasporti terrestri. Rendiconti della LXVI Riunione annuale. Montecatini 1965, fasc. 2. Memorie, Milano, Associazione Elettrotecnica ed Elettronica Italiana, 1965,  pp. 58/1-58/6.
- Zdenek Caha, Franco De Falco, Equipaggiamento di trazione per l'automazione delle locomotive elettriche da manovra Gr. E 321 delle F.S., in Ingegneria Ferroviaria, anno 22, n. 4, aprile 1967,  pp. 323-338.
- Ministero dei Trasporti e dell'Aviazione Civile – Ferrovie dello Stato, Prefazione Generale all'Orario di Servizio, edizione 1963, ristampa 1970 aggiornata con O.S. nº 1/1965 – 14/1965 – 18/1965 – 26/1967 – 56/1967 – 87/1967 – 17/1968 - 34/1968 – 35/1968 - 43/1969 – 51/1969 – 65/1969 – 109/1969 – 16/1970 – 24/1970 – 38/1970, Roma, Ferrovie dello Stato, 1970.

### Storiografia e complementi
- Locomotiva elettrica F.S. gruppo E.321 (c.c. 3000 V), in Locomotive F.S. Italia (V serie), Genova, Briano Editore, 1964,  pagina senza numerazione, ISBN non esistente.
- Renzo Marini, Le locomotive E.321 – E.322, in Le locomotive elettriche delle FS, collana Quaderni FS, nuova serie nº 3, Roma, Ufficio Relazioni Aziendali FS, 1983,  pp. 82-84, ISBN non esistente.
- Giovanni Cornolò, Claudio Pedrazzini, Locomotive elettriche FS, Parma, Ermanno Albertelli, 1983,  pp. 213-215, ISBN non esistente.
- Giuseppe Sergi, Tra Scilla e Cariddi, in Voies ferrées edizione italiana, anno 4, n. 24, novembre-dicembre 1985,  pp. 22-25, ISSN 0392-9817 (WC · ACNP).
- Giuseppe Lippolis, OGR Verona, in Voies ferrées edizione italiana, anno 5, n. 25, gennaio-febbraio 1986,  pp. 6-13, ISSN 0392-9817 (WC · ACNP).
- Roberto Rolle, Le E.321-322, approfondimento a corredo dell'articolo "OGR Verona", in Voies ferrées edizione italiana, anno 5, n. 25, gennaio-febbraio 1986,  p. 11, ISSN 0392-9817 (WC · ACNP).
- Angelo Nascimbene, Dove e quante, in Voies ferrées edizione italiana, anno 5, n. 25, gennaio-febbraio 1986,  pp. 92-93, ISSN 0392-9817 (WC · ACNP).
- Giovanni Cornolò, Locomotive FS E.321 ed E.322, in I treni oggi, anno 7, n. 63, settembre 1986,  pp. 23-28, ISSN 0392-4602 (WC · ACNP).
- Giovanni Cornolò, Locomotive elettriche FS, Parma, Ermanno Albertelli, 1994,  pp. 288-291, ISBN 88-85909-97-3.
- Luigi Morisi et alii, Le locomotive del Tecnomasio. Itinerario nella storia della trazione ferroviaria italiana attraverso 1 000 locomotive, Milano, ABB Tecnomasio, 1994,  pp. 80-81, 154, 176, ISBN non esistente.
- David Haydock, Italian Railways. Locomotives and multiple units, Sheffield, Platform 5, 1995,  p. 23, ISBN 1-872524-73-7.
- Angelo Nascimbene, Aldo Riccardi, Ferrovie italiane anni '50 - Seconda parte, trazione elettrica, in Tutto treno tema, anno 9, n. 9, gennaio 1996, ISSN 1124-4232 (WC · ACNP).
- Ettore Caliri, Treni sulle navi, in I treni, anno 18, n. 178, gennaio 1997,  pp. 23-27, ISSN 0392-4602 (WC · ACNP).
- Tiziano Croce, E 321 – E 323, manovre col "cane", in Tutto treno, anno 10, n. 100, luglio-agosto 1997,  pp. 48-53, ISSN 1124-4232 (WC · ACNP).
- Beppe Tronconi, Badoni e le sue locomotive, Salò, Editrice Trasporti su Rotaie, 1999,  pp. 66-67, ISBN 88-85068-08-1.
- Stefano Patelli, Il comando multiplo nelle FS, in Tutto treno, anno 13, n. 131, maggio 2000,  pp. 20-29, ISSN 1124-4232 (WC · ACNP).
- Fabio Cherubini, Materiale motore FS 2000, Salò, Editrice Trasporti su Rotaie, 2000,  pp. 7, 12, 24-25, 52, ISBN 88-85068-26-X.
- Roberto Rolle, Potenza e velocità, in "Ferrovie italiane anni Sessanta", in Tutto treno tema, anno 13, n. 15, febbraio 2000,  pp. 50-51, ISSN 1124-4232 (WC · ACNP).
- Angelo Nascimbene, Luca Vanni, FS Trenitalia. Locomotive Diesel, Albignasego, Duegi, 2002,  p. 103, ISSN 1124-4232 (WC · ACNP).
- Luigi Voltan, Angelo Nascimbene, con la collaborazione di Sergio Pautasso, 80 anni di locomotive elettriche FS a corrente continua, in Tutto treno tema, anno 18, n. 21, febbraio 2006,  pp. 48-49, ISSN 1124-4232 (WC · ACNP).
- Giovanni Cornolò, Dall'E.626 all'Eurostar. 1928-2008: ottant'anni di locomotive elettriche FS, Parma, Ermanno Albertelli, 2008,  pp. 296-302, ISBN 88-87372-63-2.
- Luca Vanni, Materiale di trazione elettrico, Albino, Sandit, 2011,  pp. 304-315, ISBN 978-88-95990-77-4.